# 新闻报 (上海)
《新闻报》是1893年在上海创办的民营报纸。1949年5月，上海解放，停刊。
1893年2月17日（光绪19年正月初一），由中外商人在上海合资创办，英商丹福士为总董，聘请蔡尔康等主编。不久华商股东退出，丹福士独资。后来丹福士经商失败，1899年11月4日将其售予美国人福开森（John Calvin Ferguson，1866—1945），从此，该报长足发展，成为一家以经济新闻为主要内容，以工商界为主要发行对象的报纸，发行量曾居全国前列。
它与《申报》被视为民国时期，上海对全国影响力最大的两份报纸。抗日战争胜利后，国民政府完成对《申报》、《新闻报》的控制。时《新闻报》报社董事长为钱永铭，常务董事为程沧波、赵隶华、李叔明和张翼枢四人。《新闻报》报务管理会主任萧同兹，副主任许孝炎，社长程沧波，总经理詹文浒，总编辑赵敏恒，副总编辑钱仲易、朱文甫、谢友兰。
1949年5月上海解放，大批报纸被新政权停刊、接管。《新闻报》亦属此列。不久，新政权为促进工商业的恢复与改造，以及宣传新中国经济建设的方针、政策。于《新闻报》原址，创办《新闻日报》。6月29日首版，由金仲华主持新报的工作。1960年，《新闻日报》与《解放日报》合并，停刊。

## 新聞報館三十年紀念冊

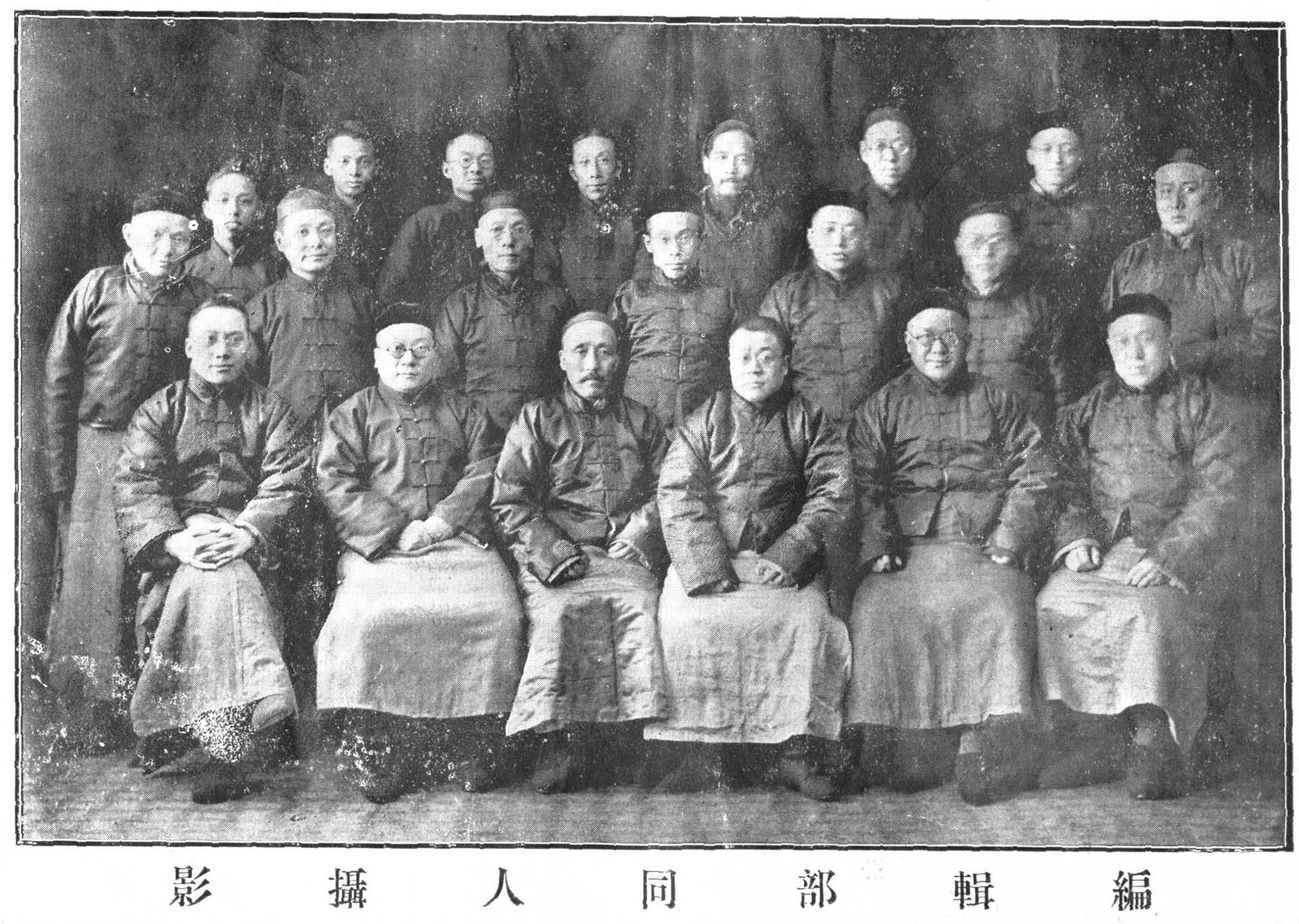
上海新聞報編輯部同人攝影
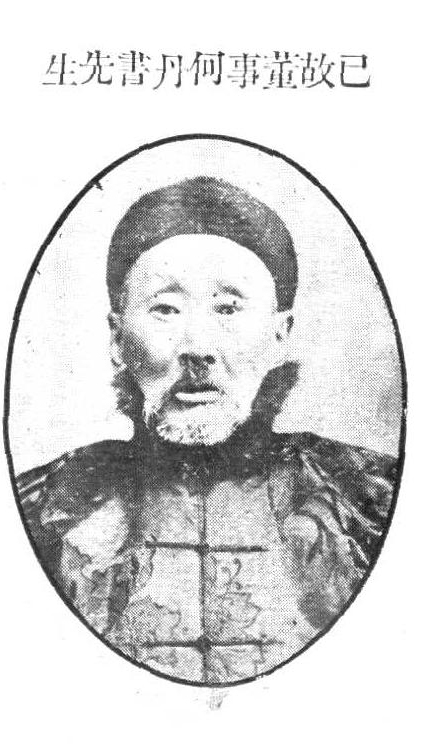
何丹書
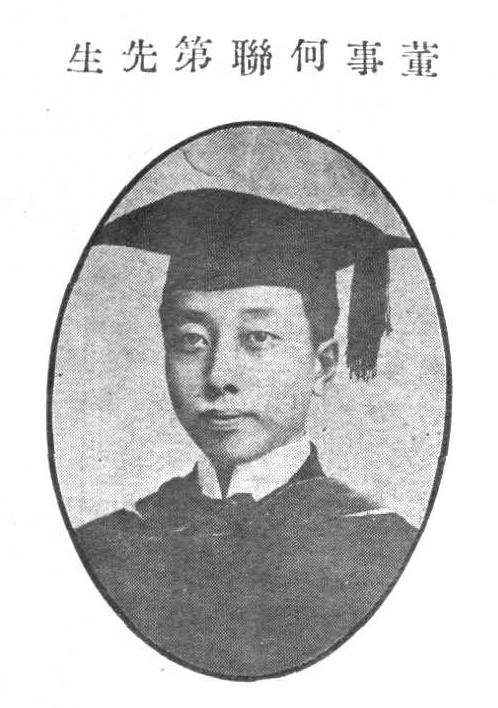
何聯第
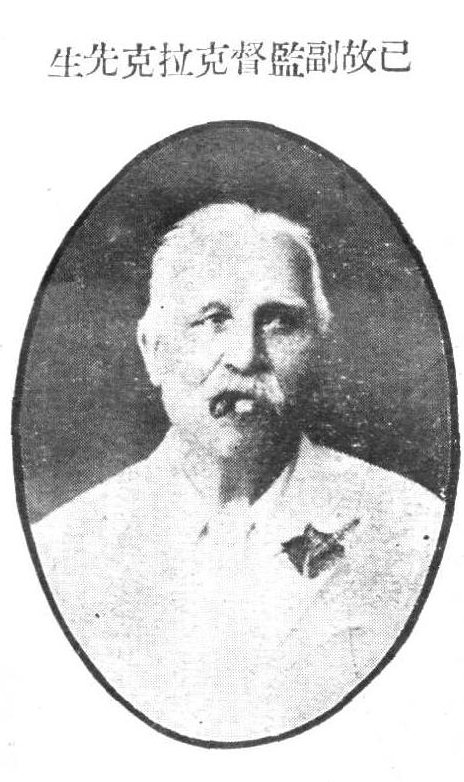
克拉克
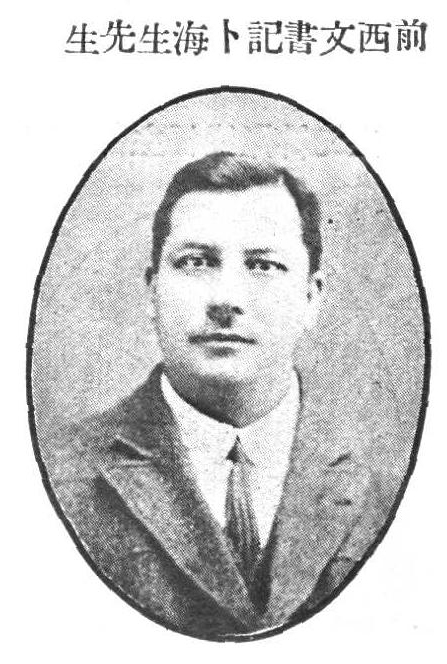
卜海生
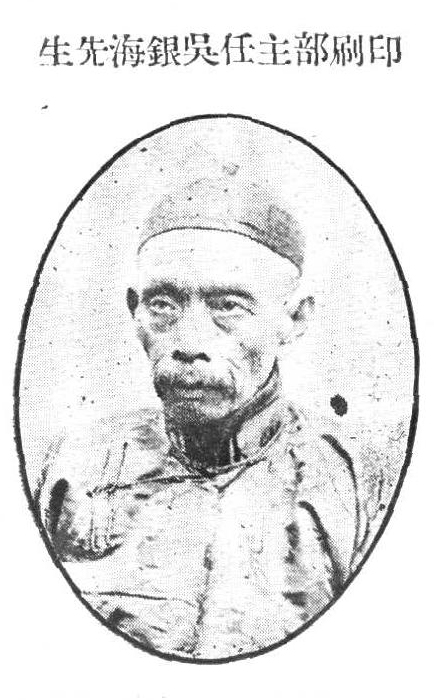
吳銀海
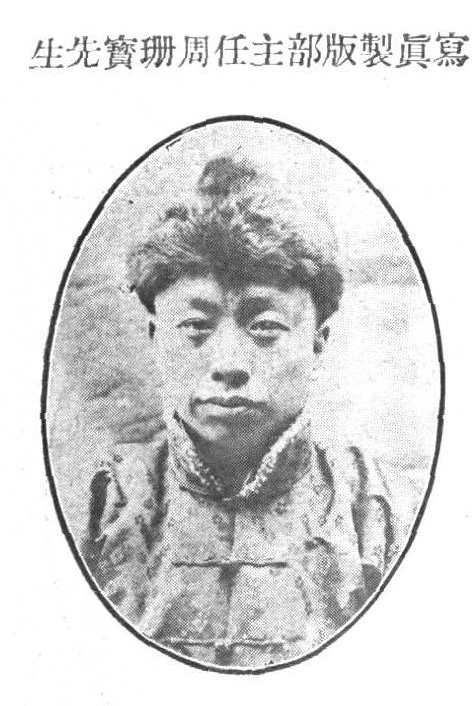
周珊寶
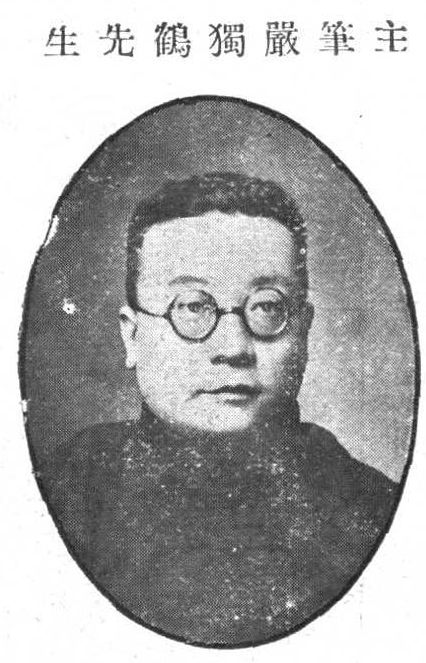
嚴獨鶴
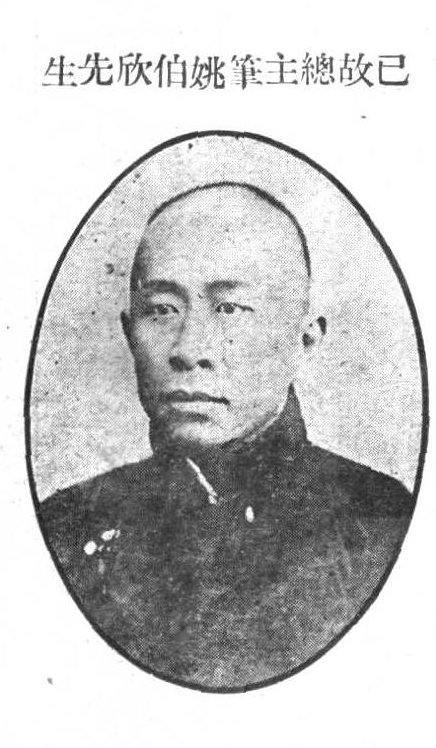
姚伯欣
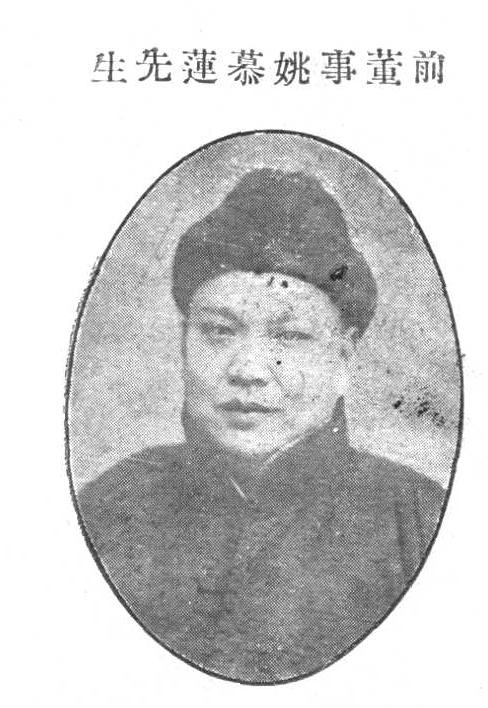
姚慕蓮
孫玉聲
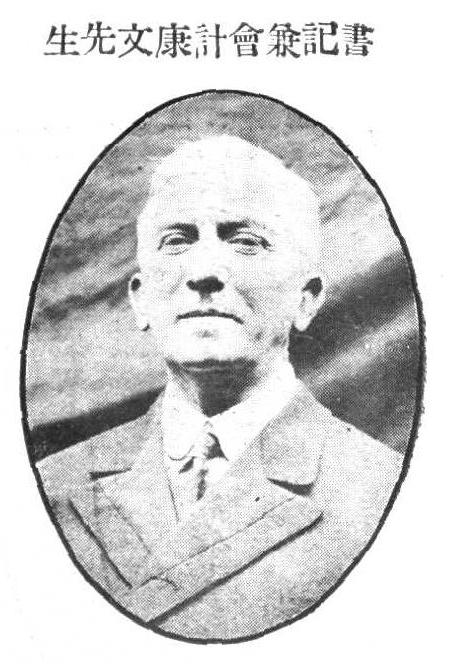
康文
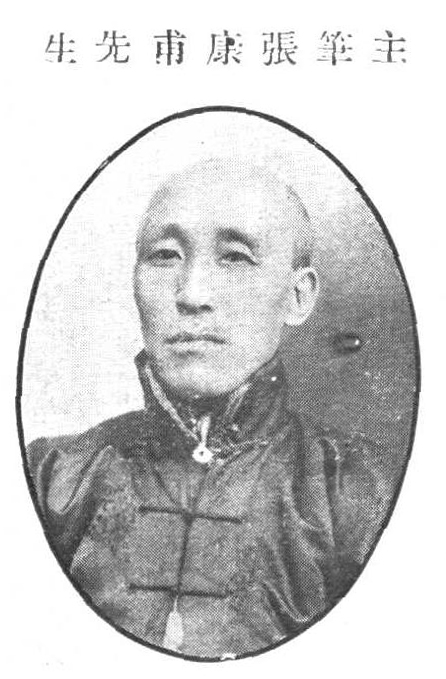
張康甫
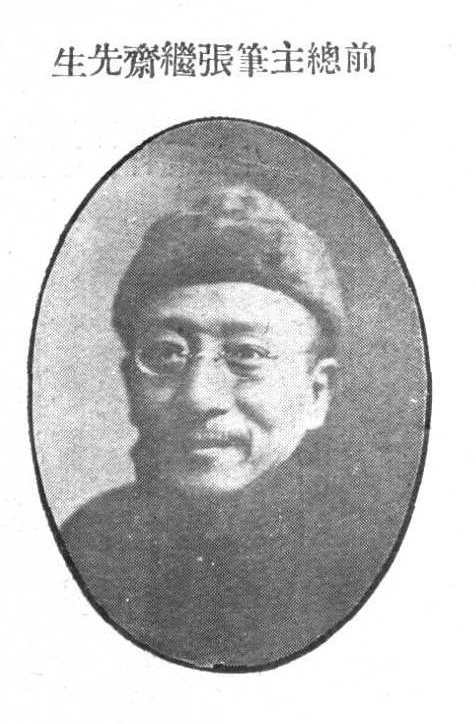
張繼齋
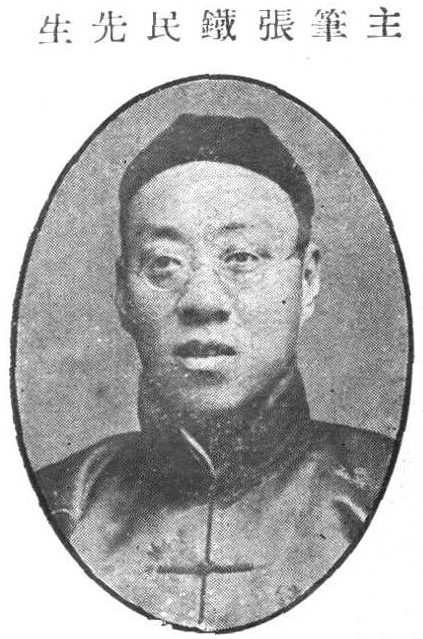
張鐵民
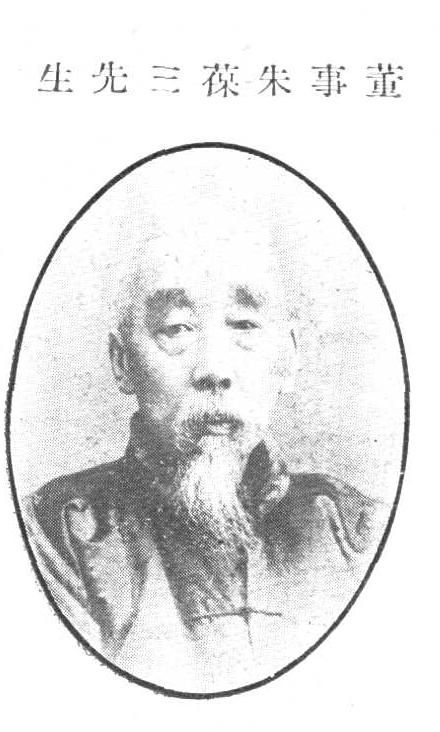
朱葆三
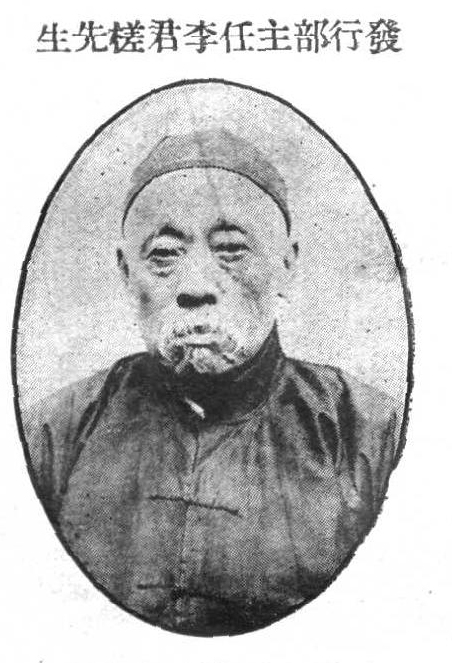
李君槎
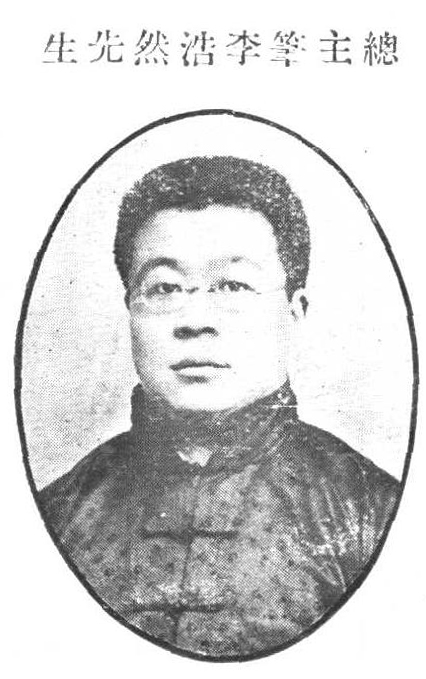
李浩然
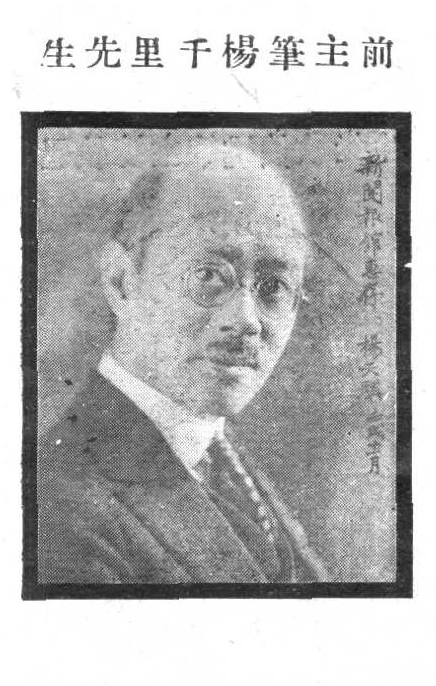
楊千里
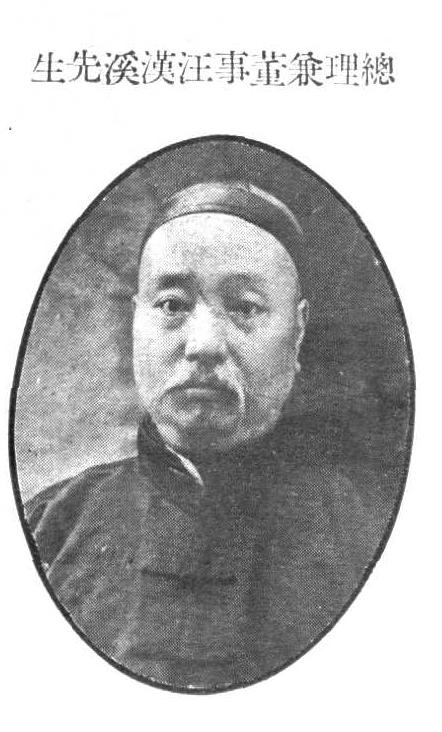
汪漢溪
沈仲禮
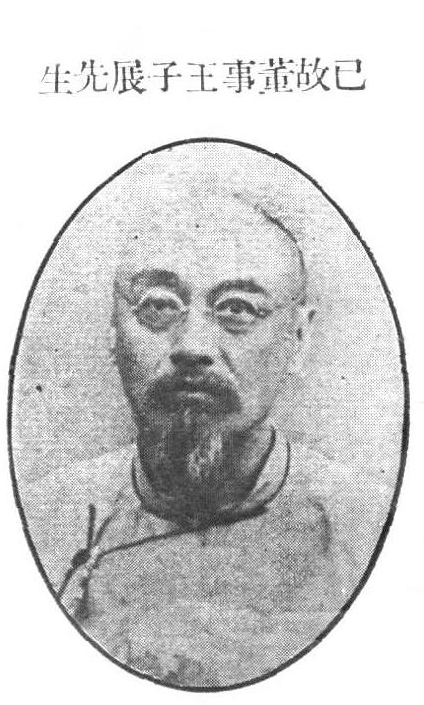
王子展
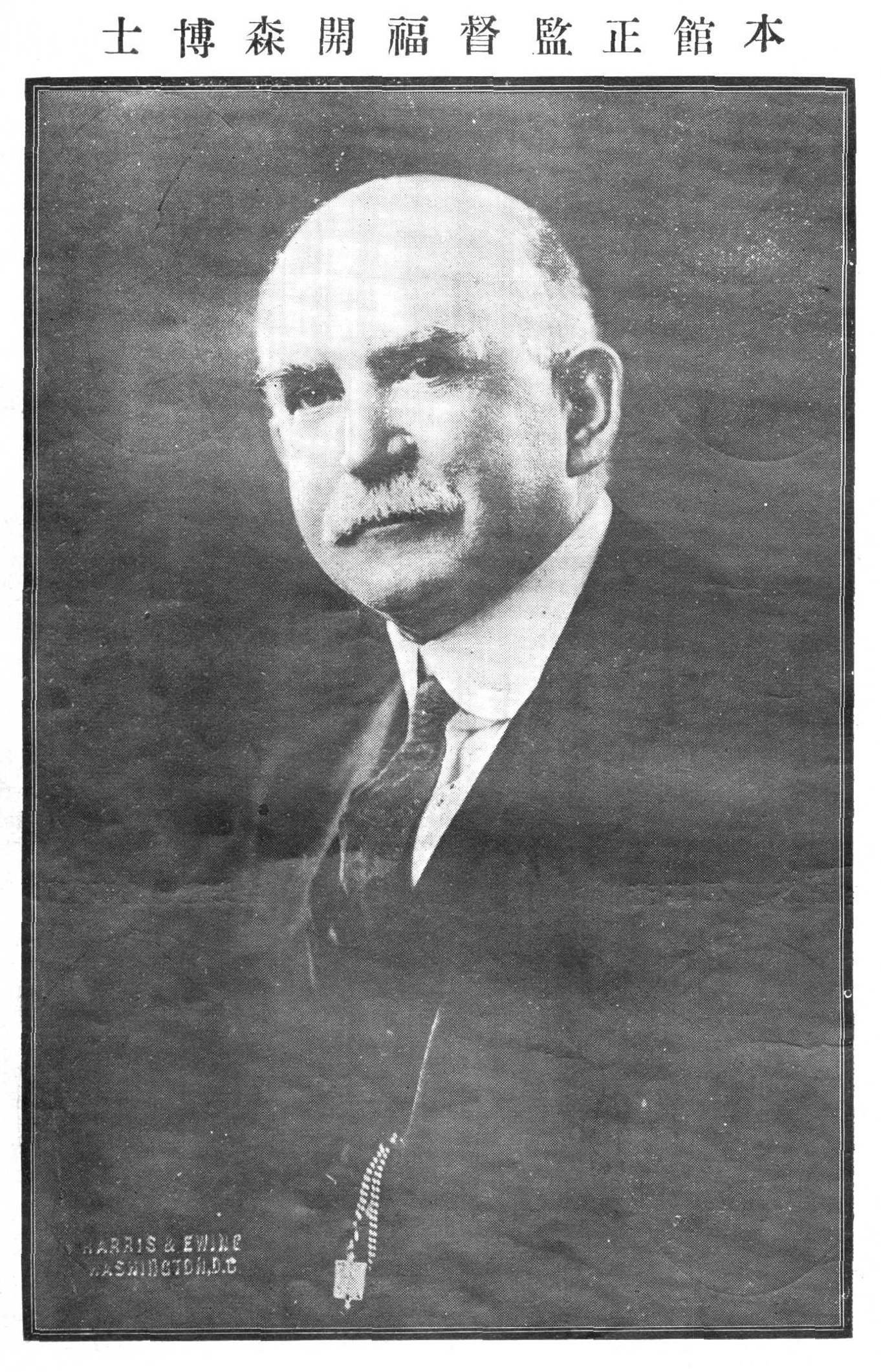
福開森
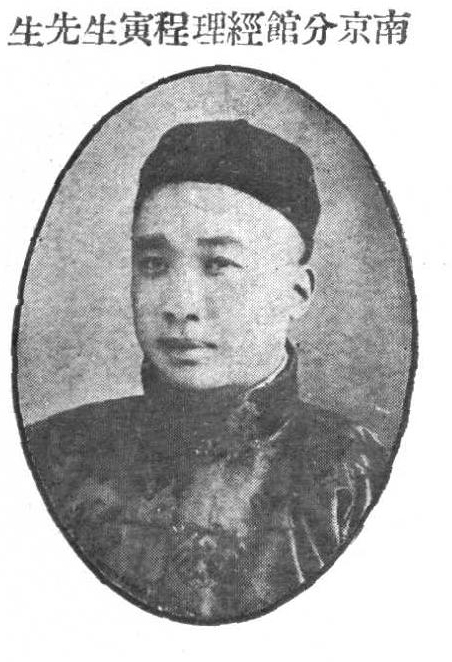
程寅生
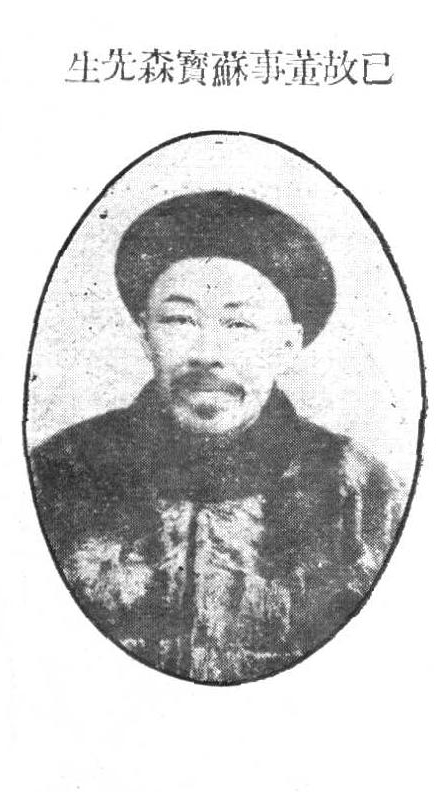
蘇寶森
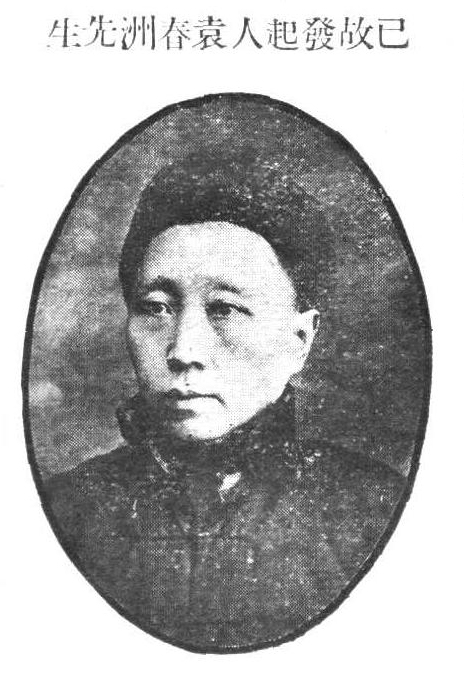
袁春洲
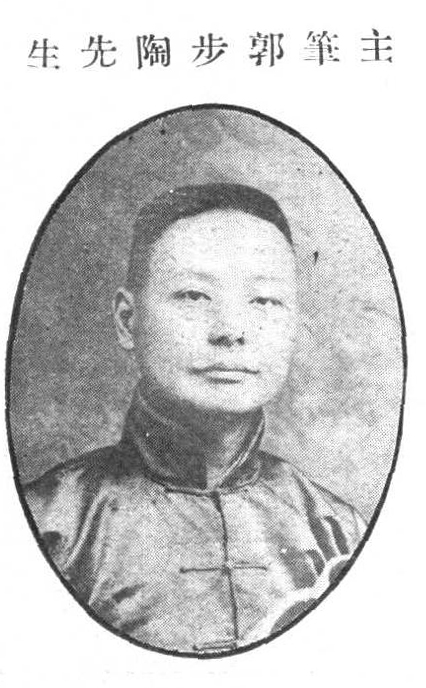
郭步陶
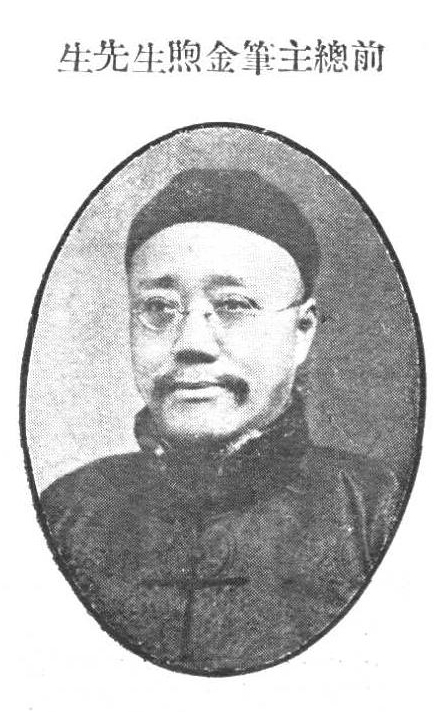
金煦生
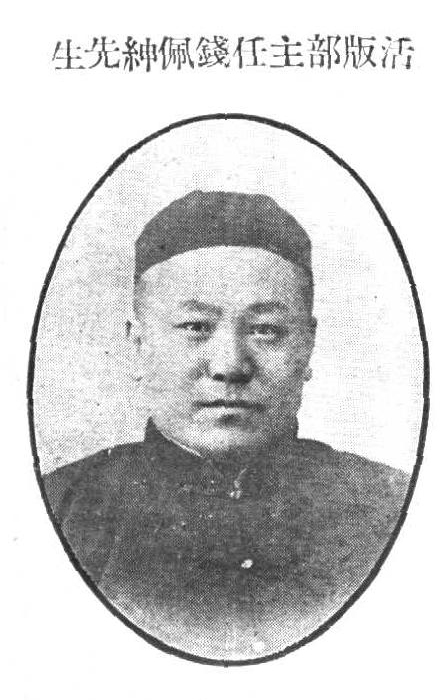
錢佩紳
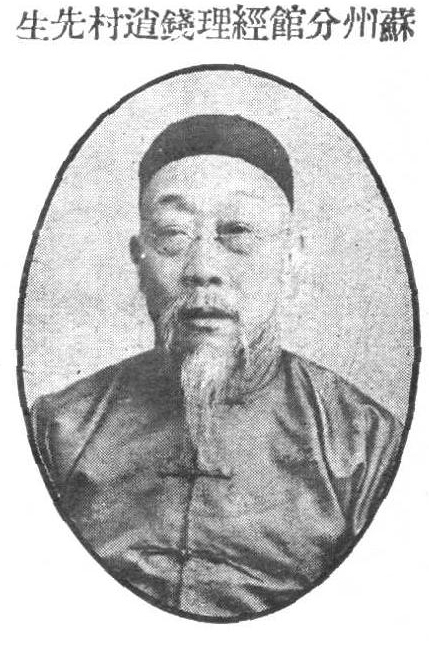
錢逍村
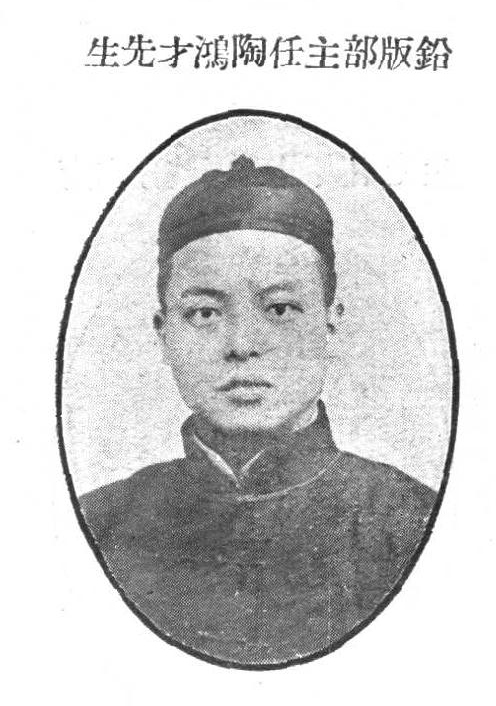
陶鴻才
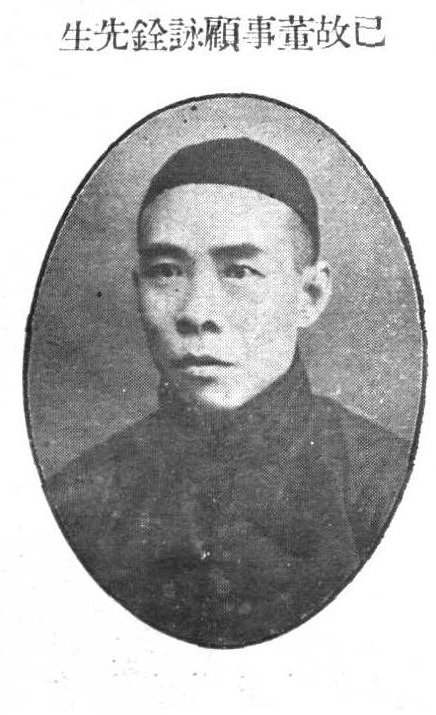
顧詠銓
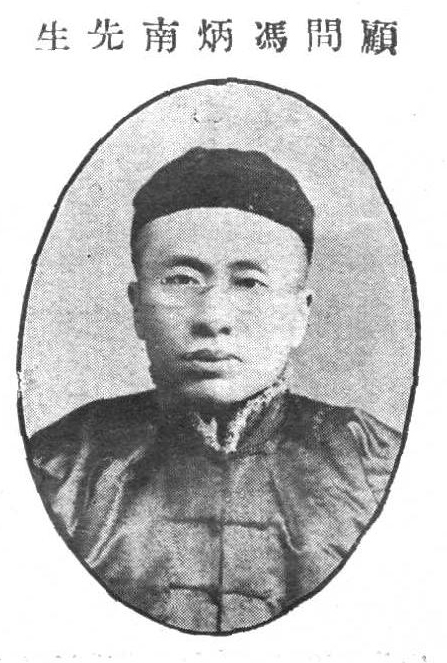
馮炳南
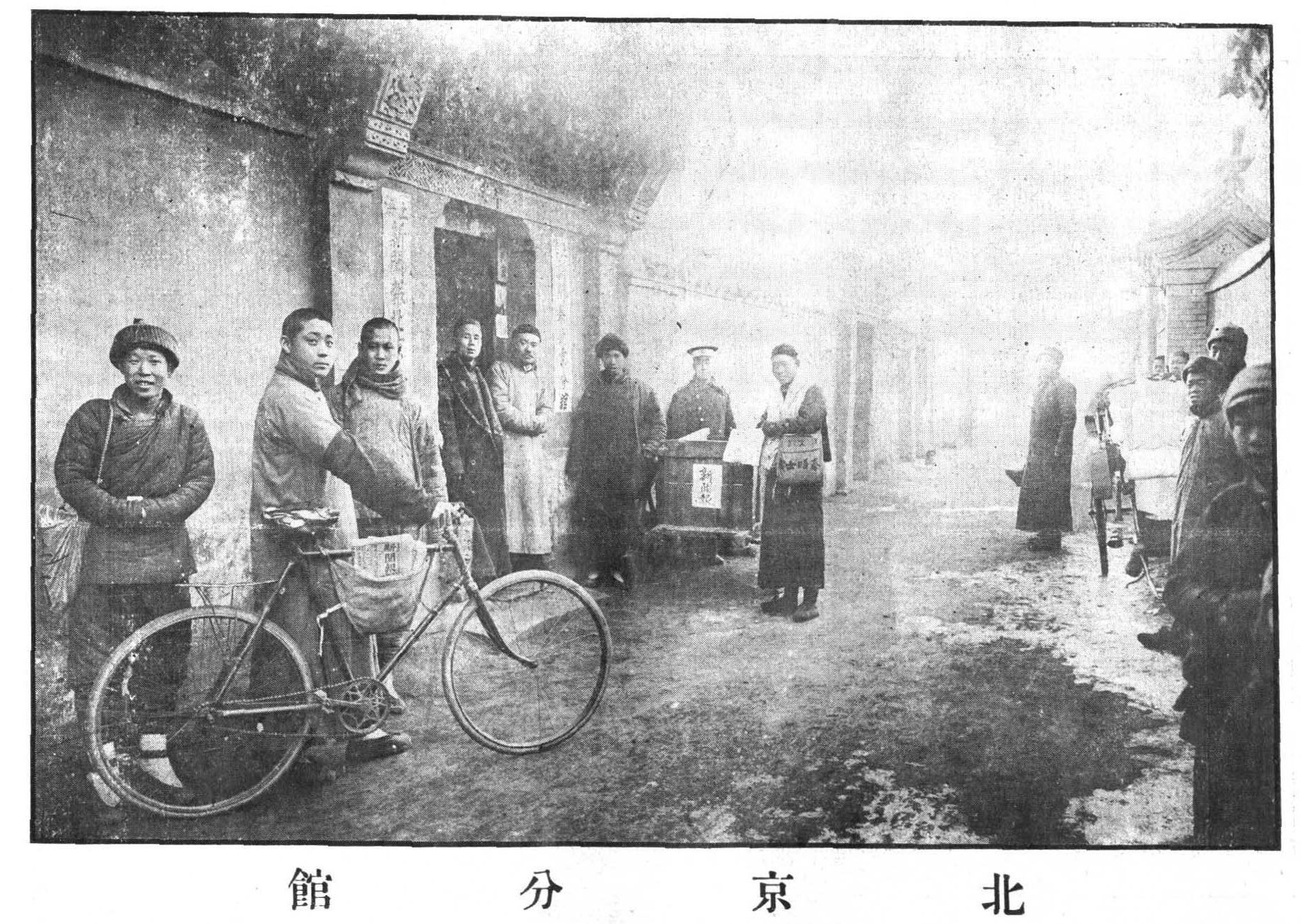
上海新聞報北京分館
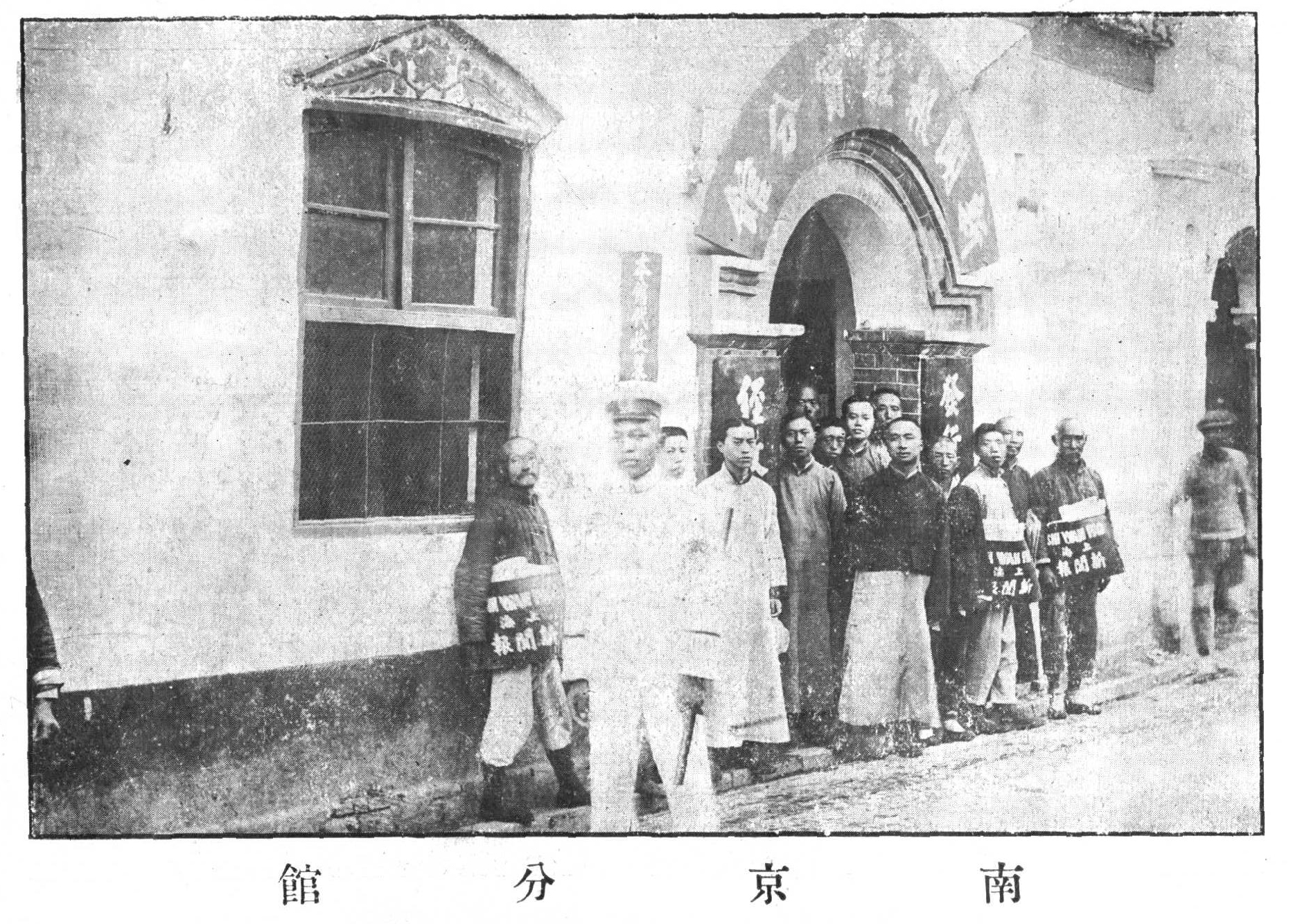
上海新聞報南京分館
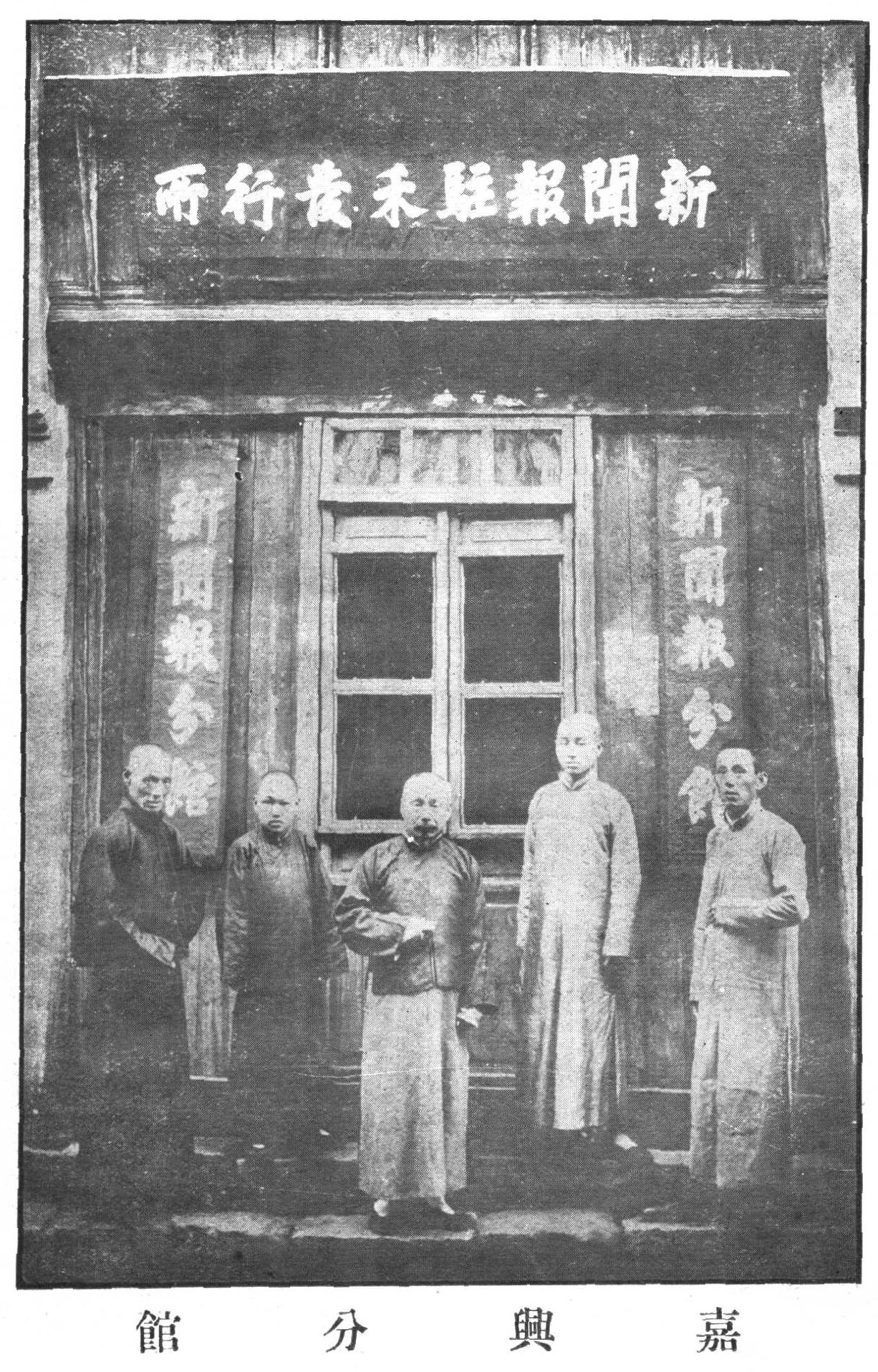
上海新聞報嘉興分館
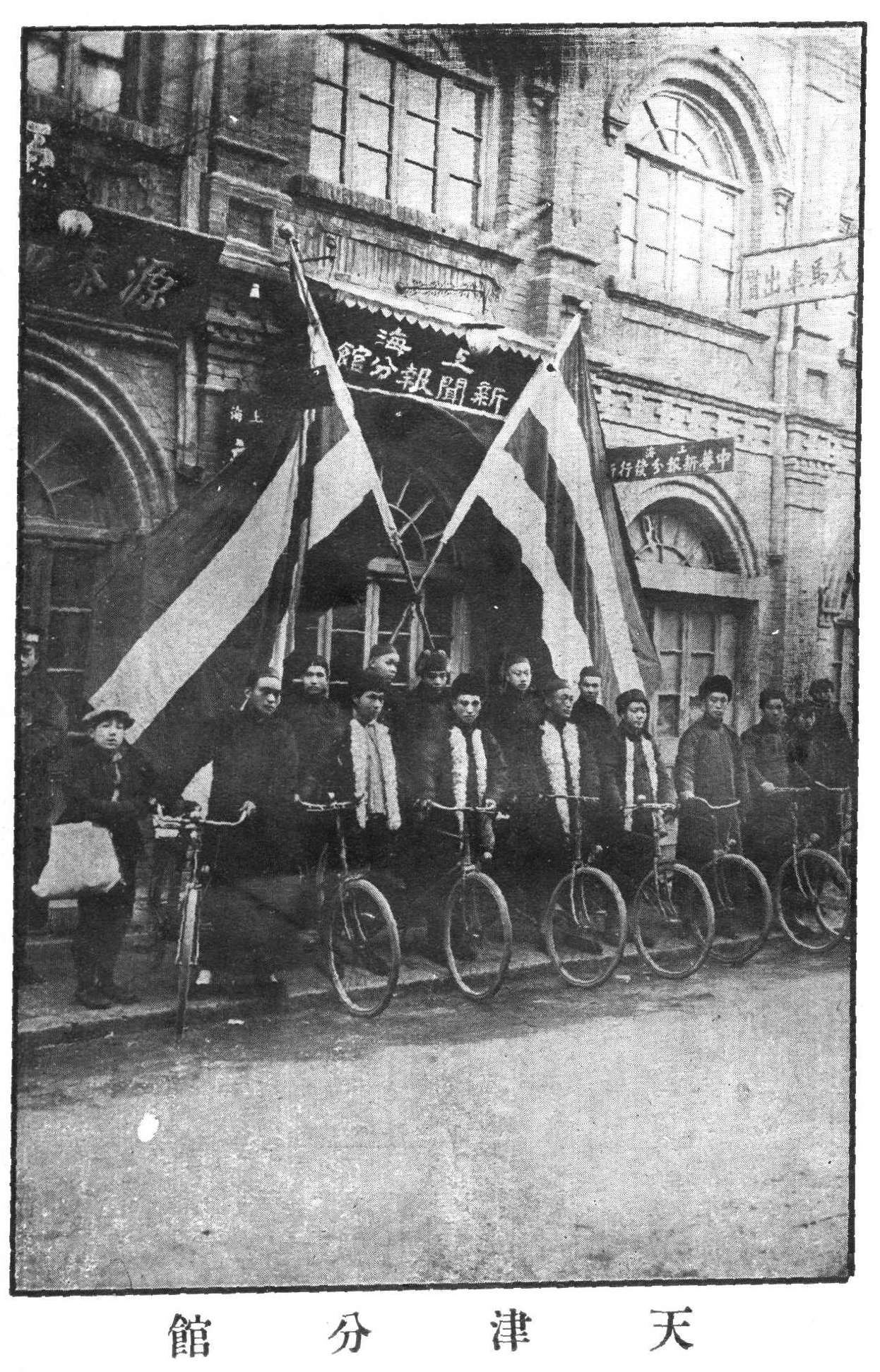
上海新聞報天津分館
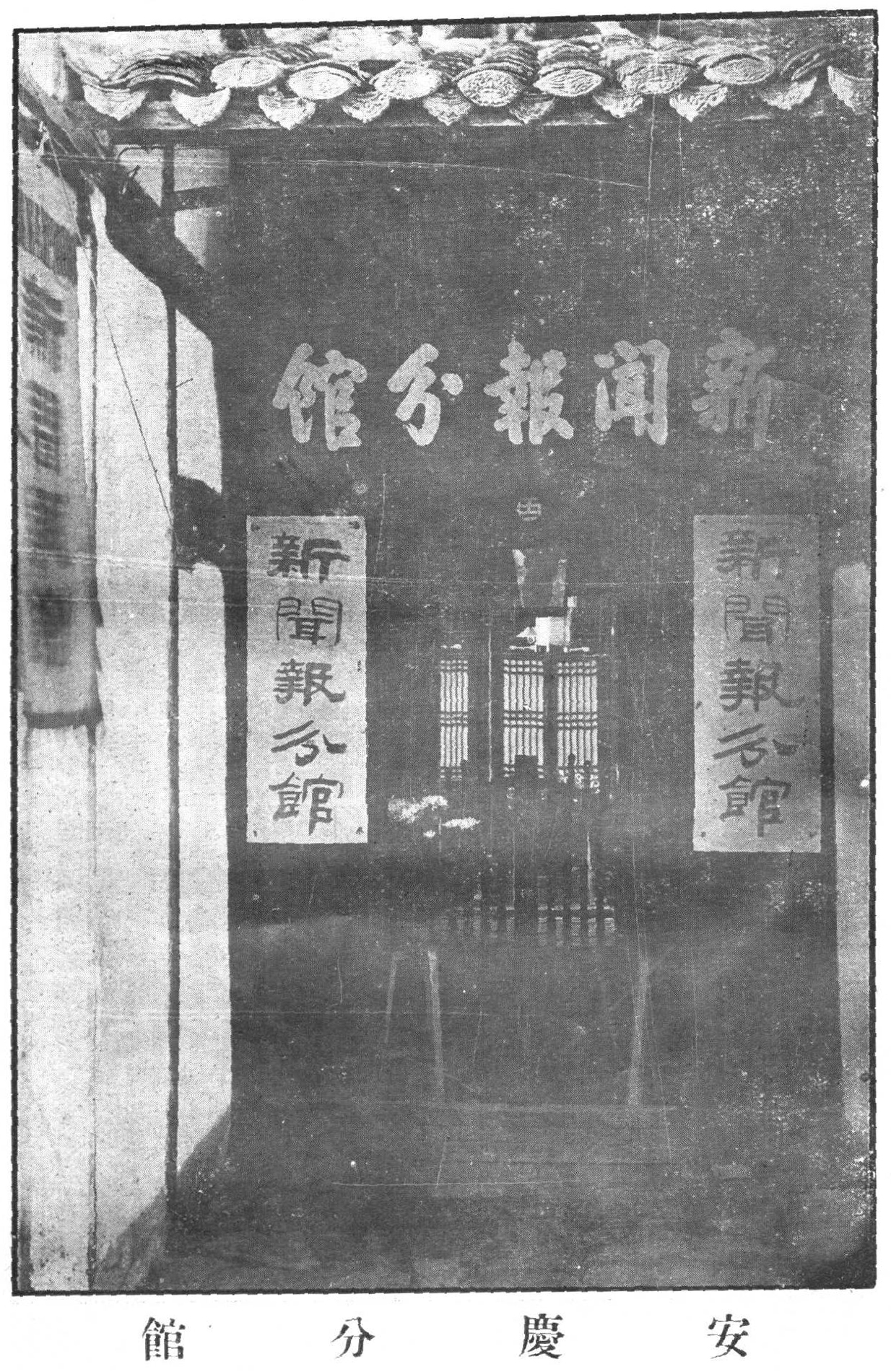
上海新聞報安慶分館
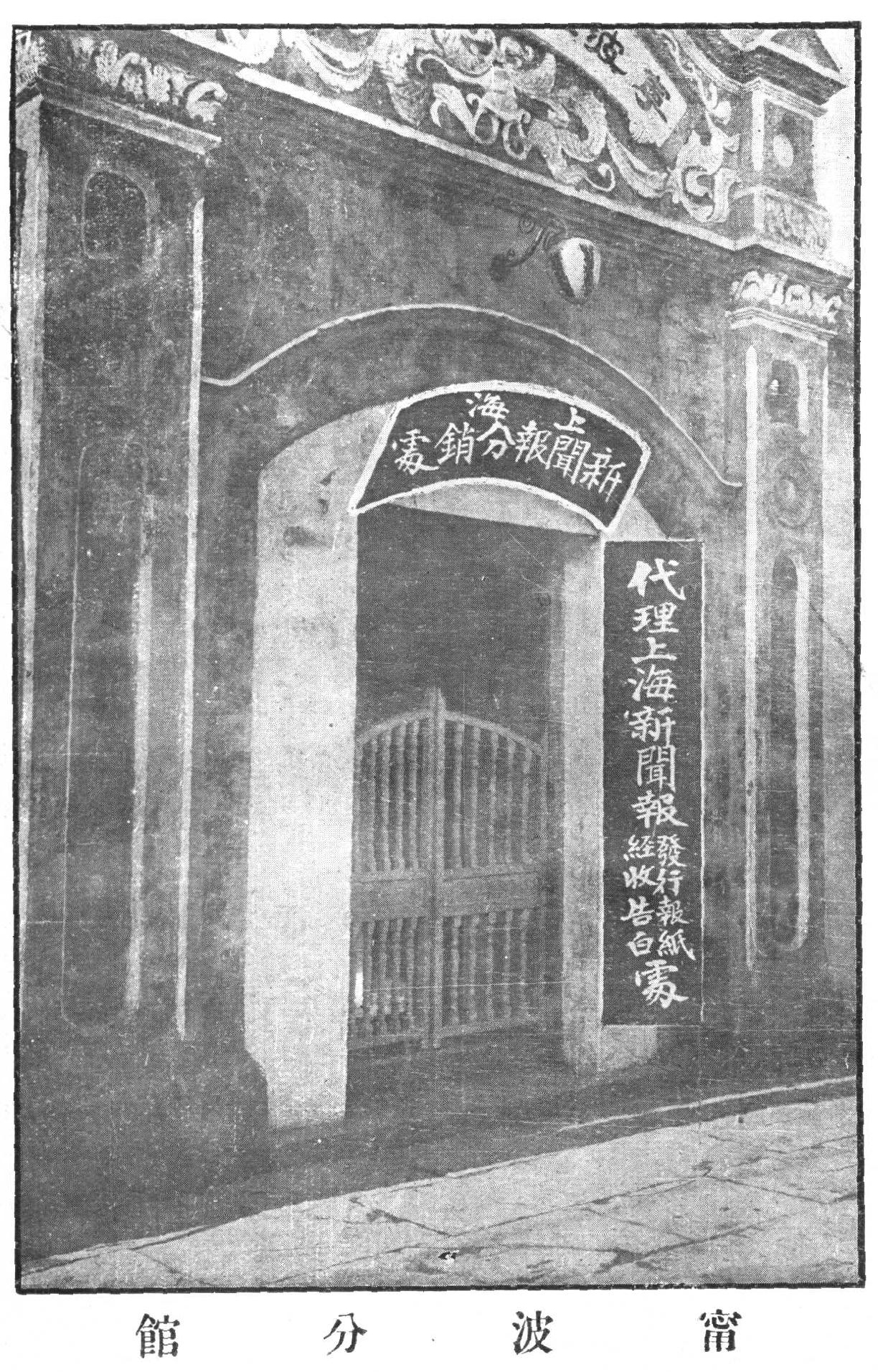
上海新聞報寧波分館
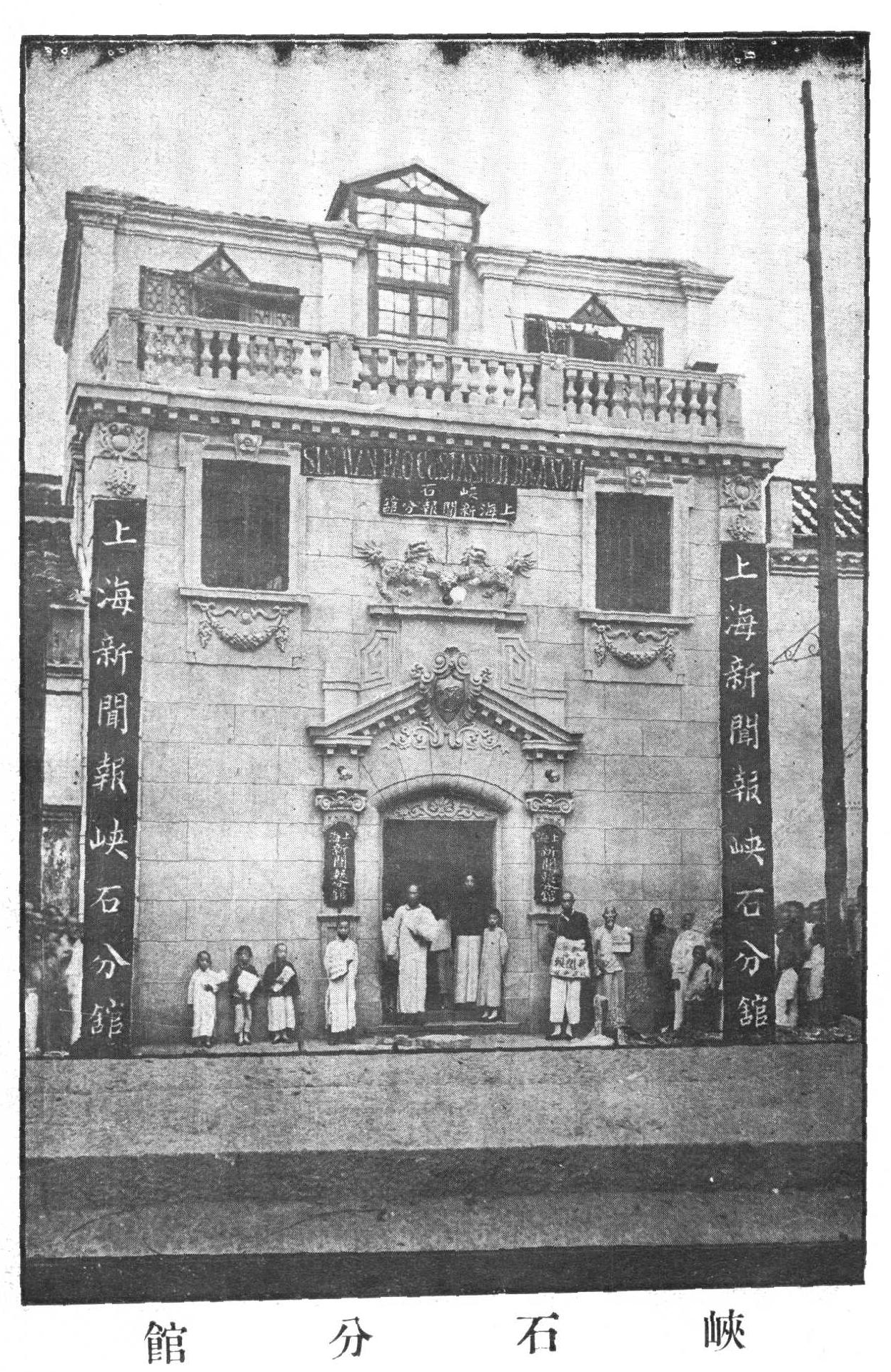
上海新聞報峽石分館
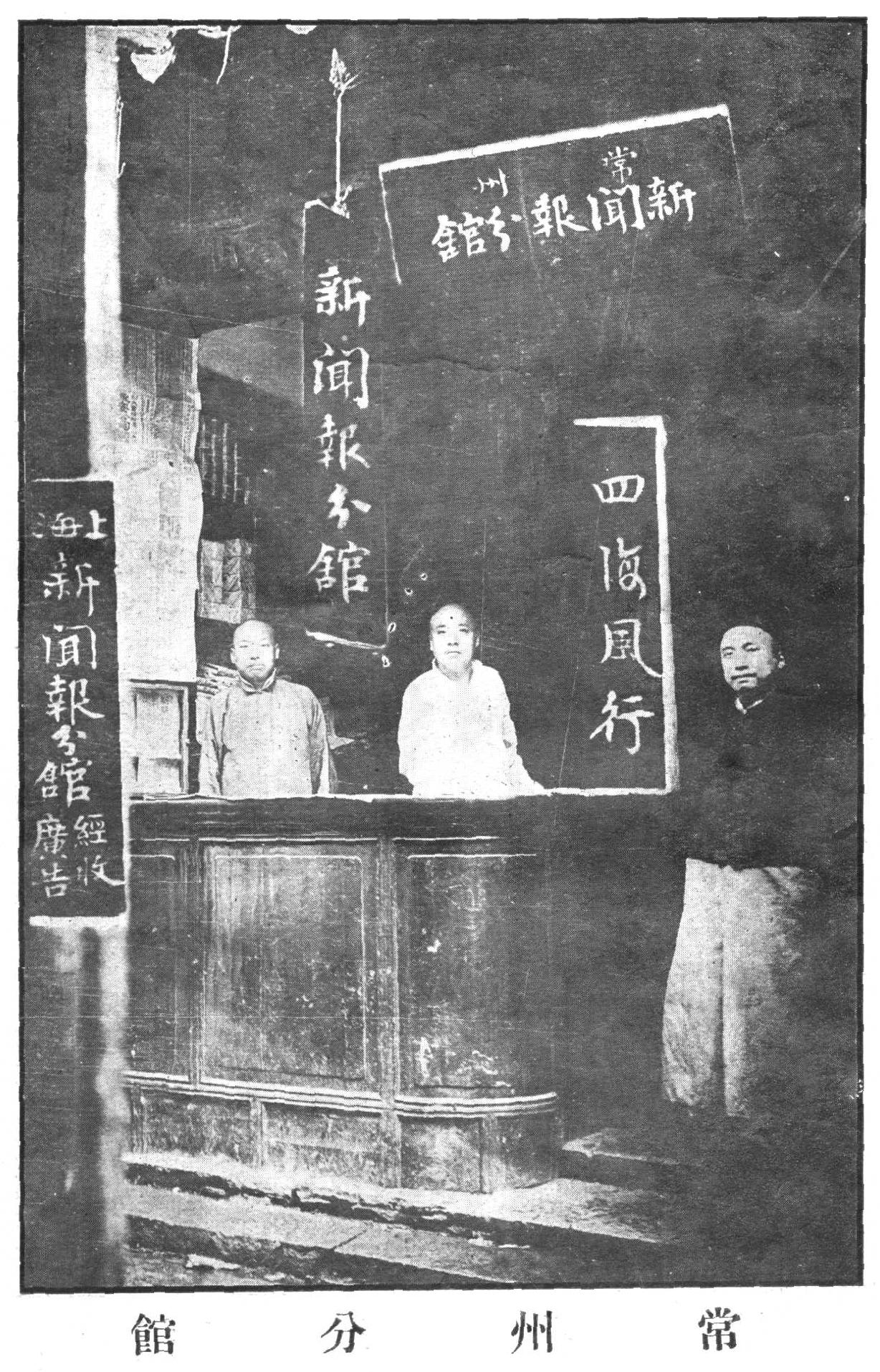
上海新聞報常州分館
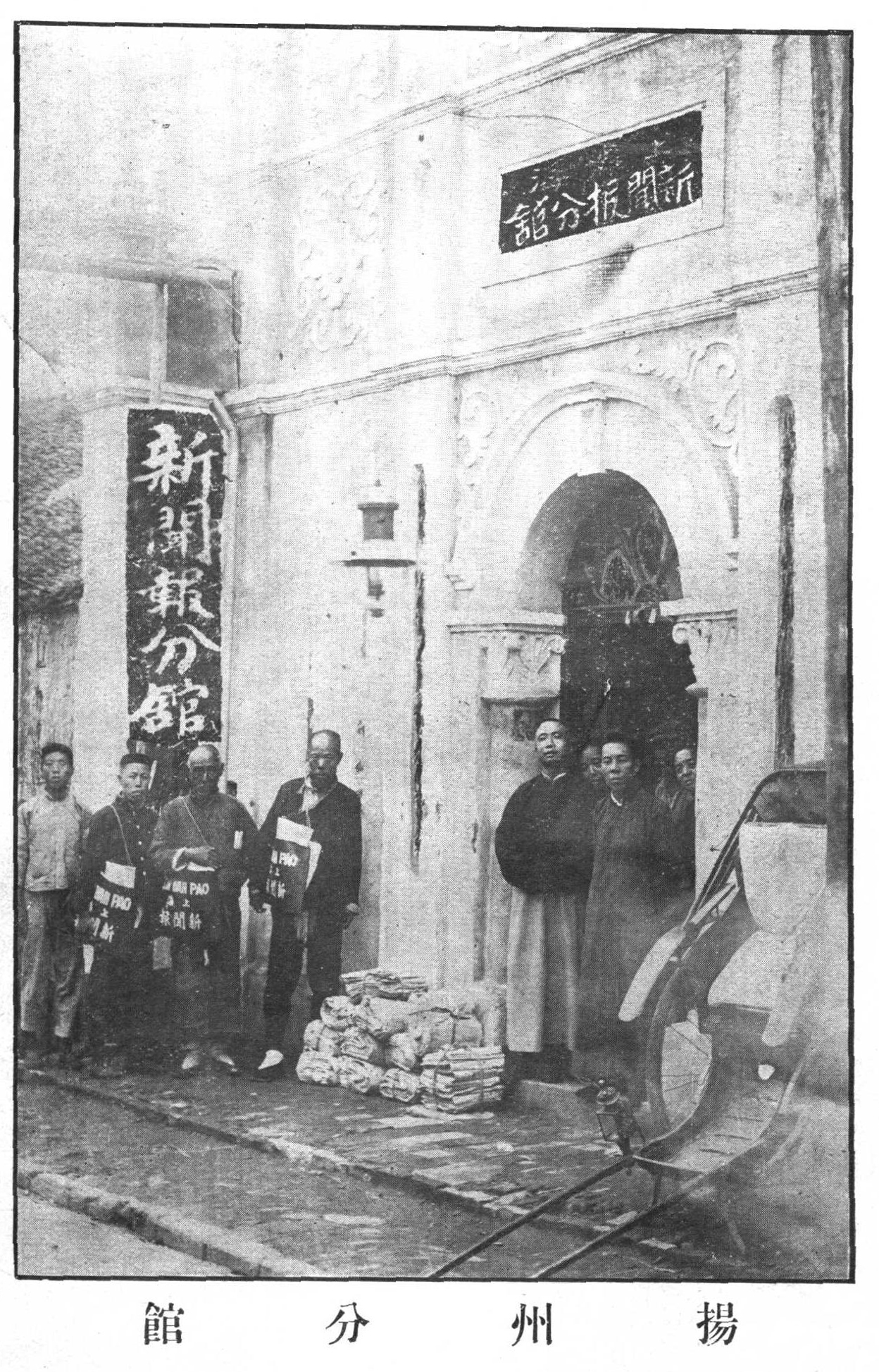
上海新聞報揚州分館
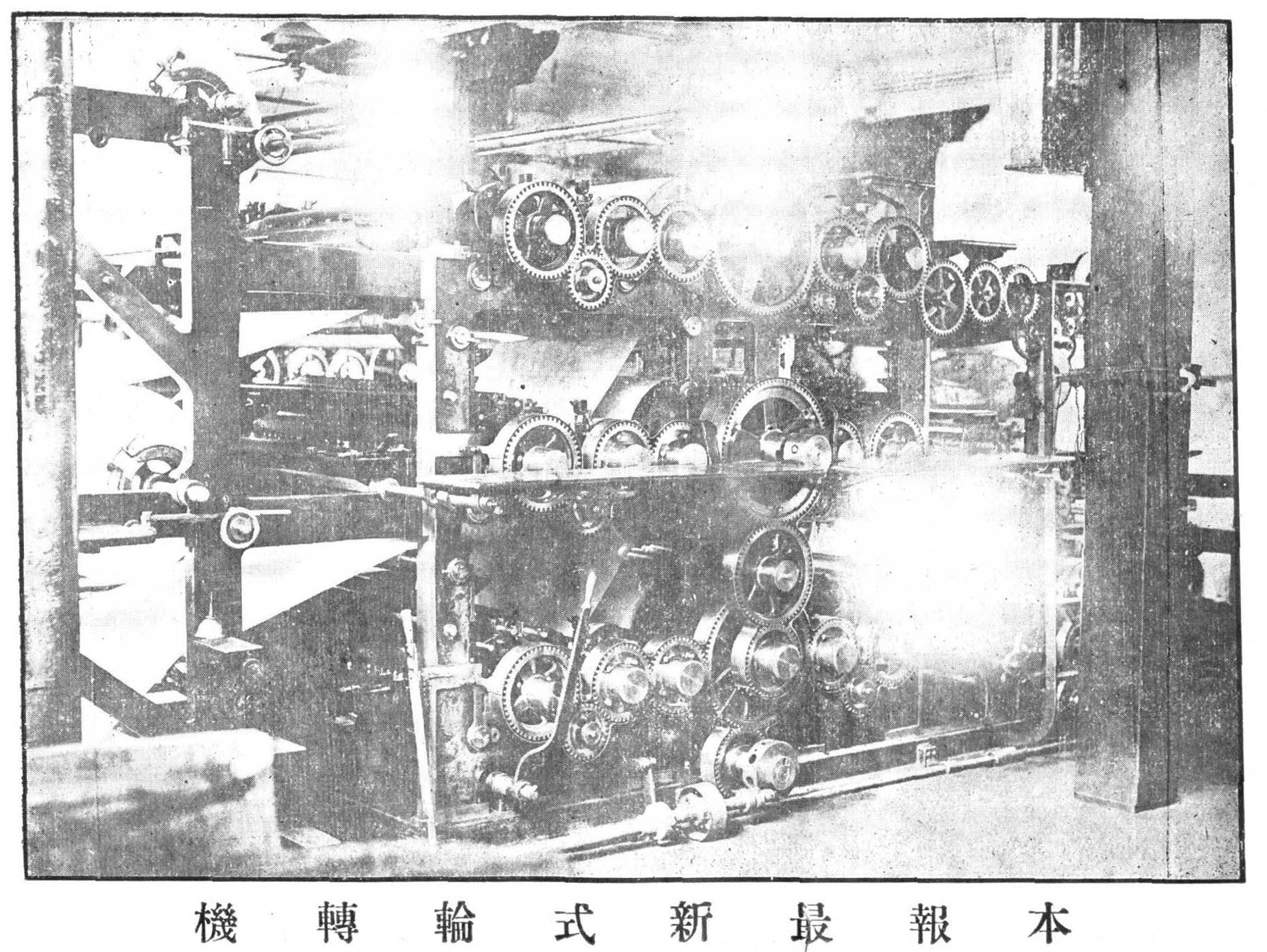
上海新聞報最新式輪轉機
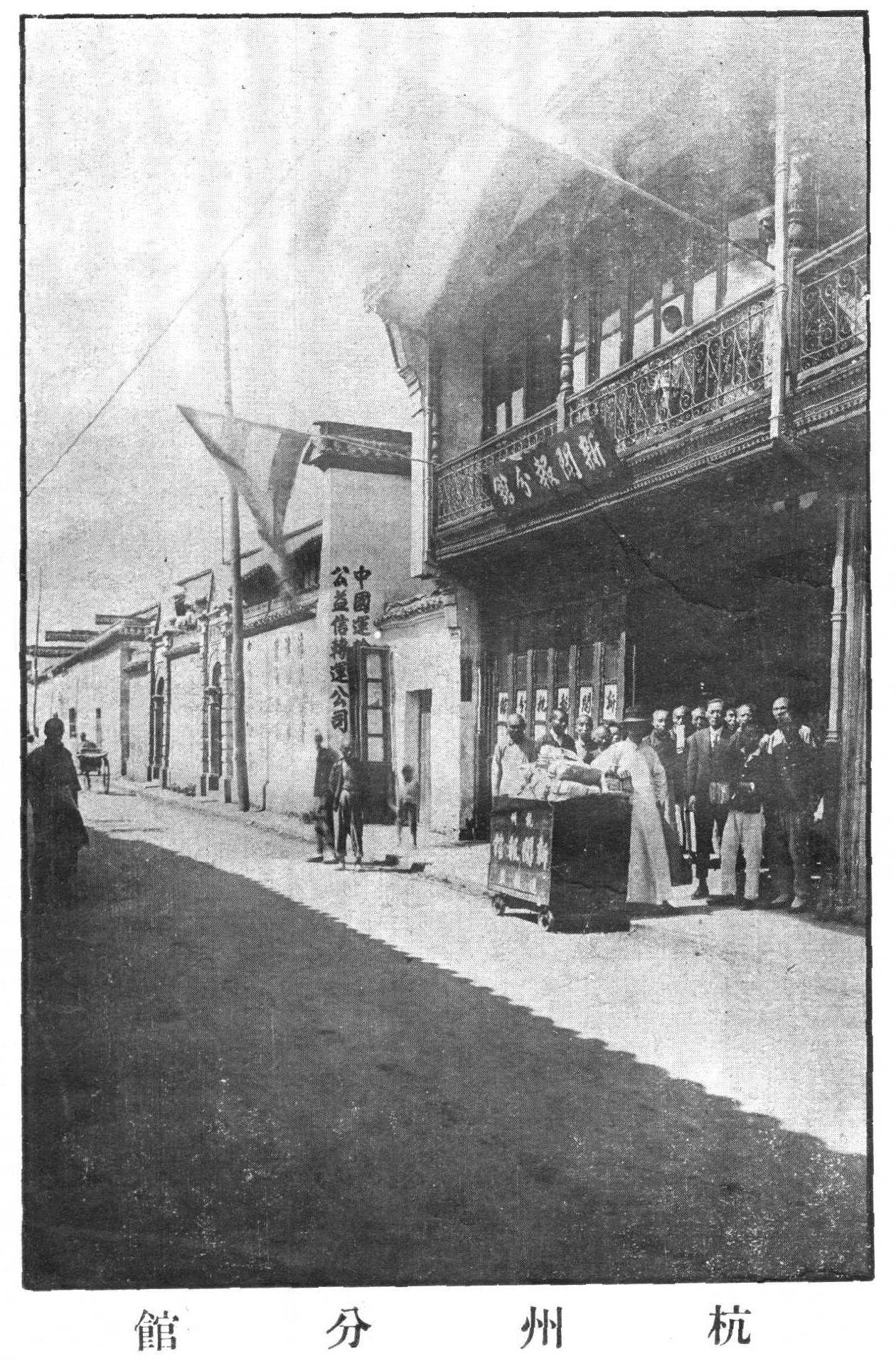
上海新聞報杭州分館
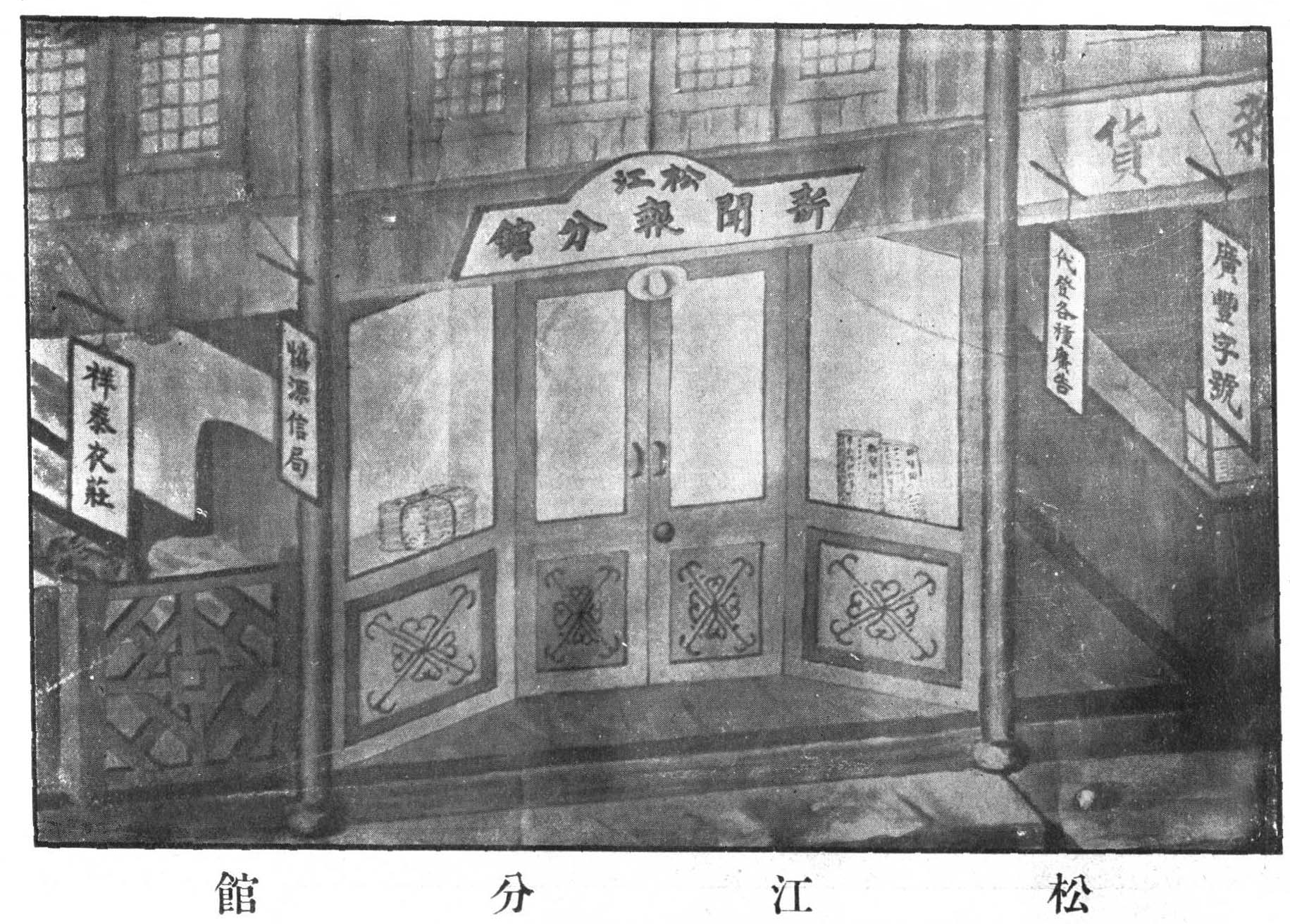
上海新聞報松江分館
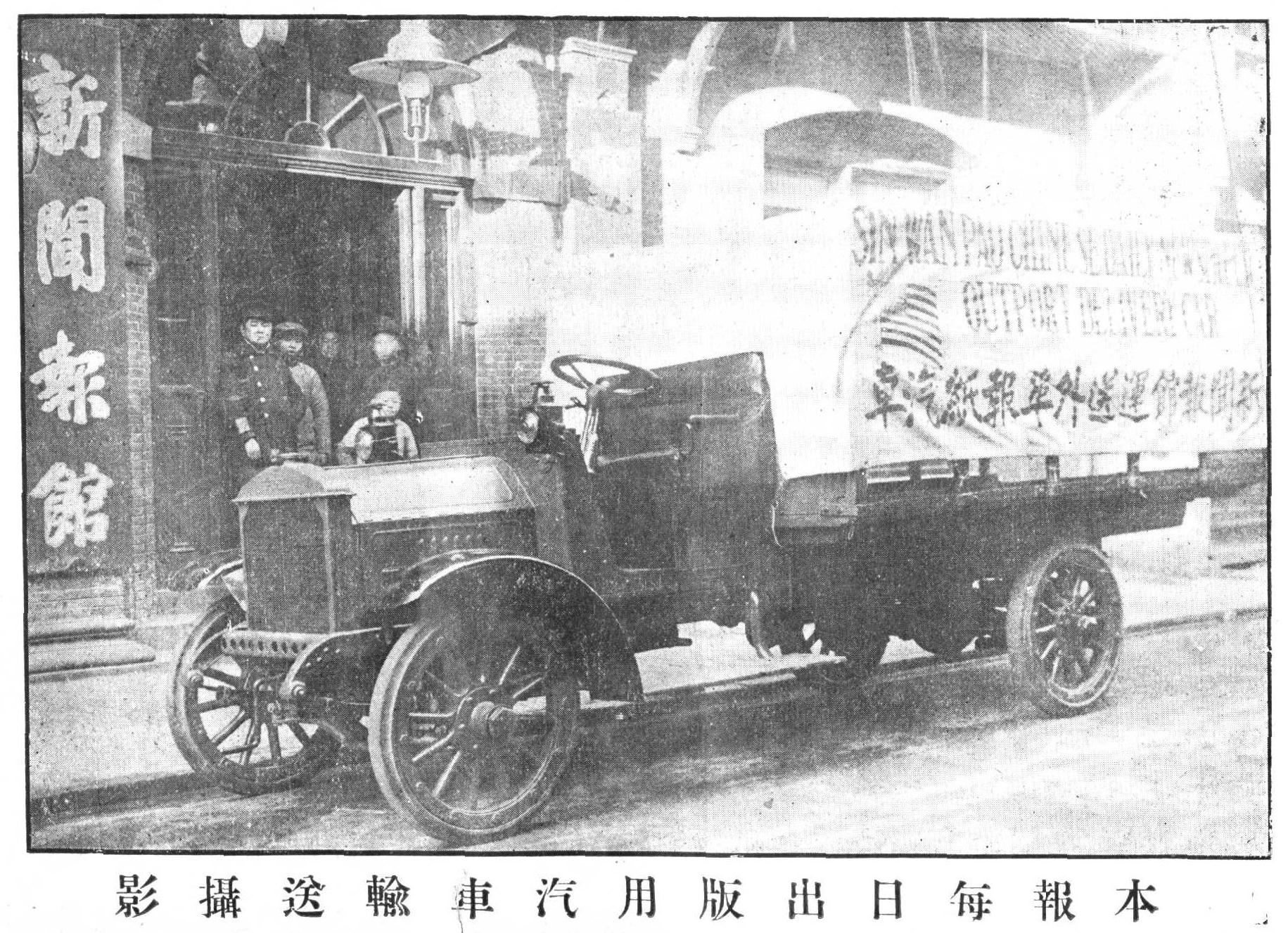
上海新聞報每日出版用汽車輸送攝影
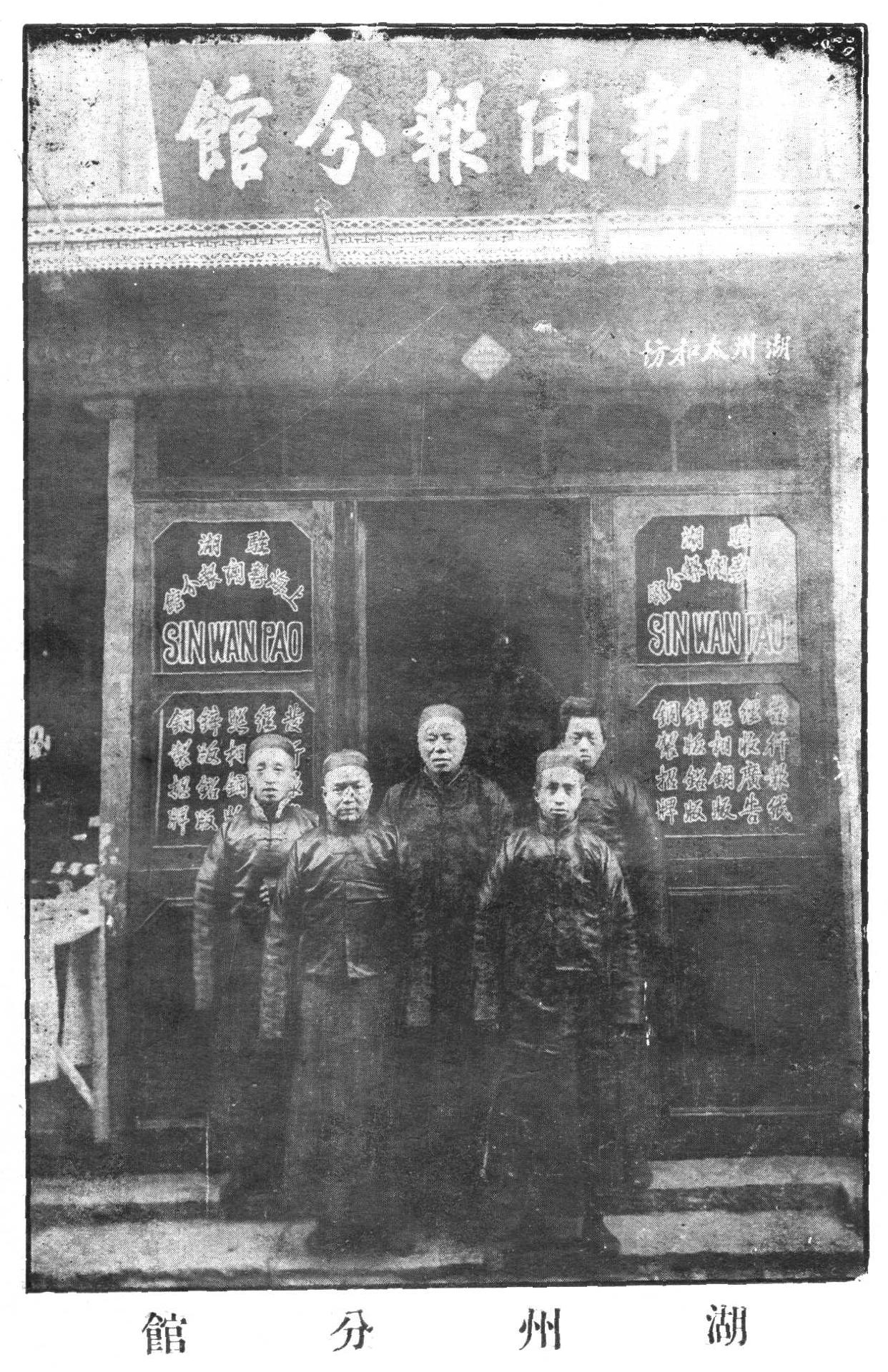
上海新聞報湖州分館
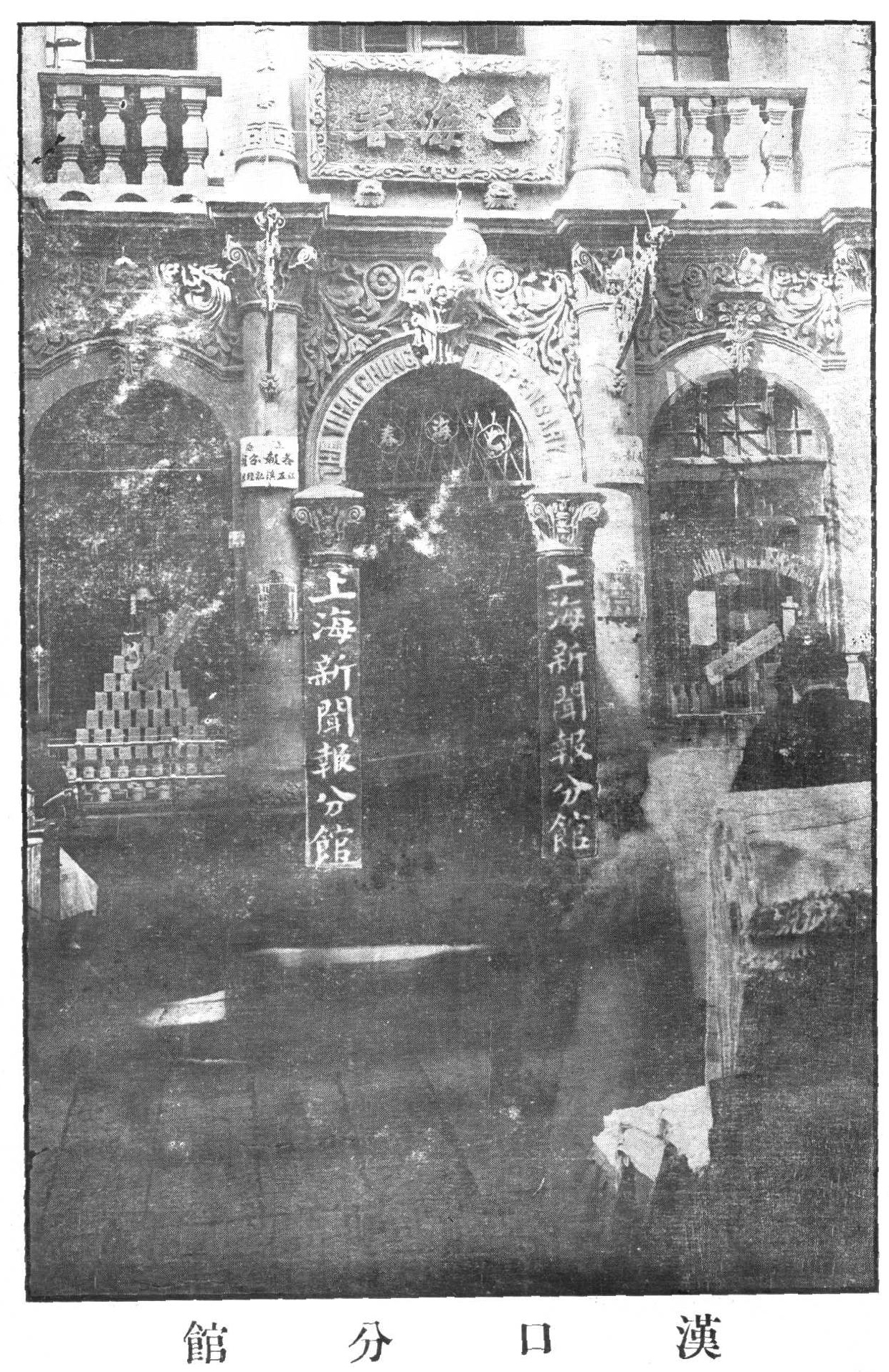
上海新聞報漢口分館
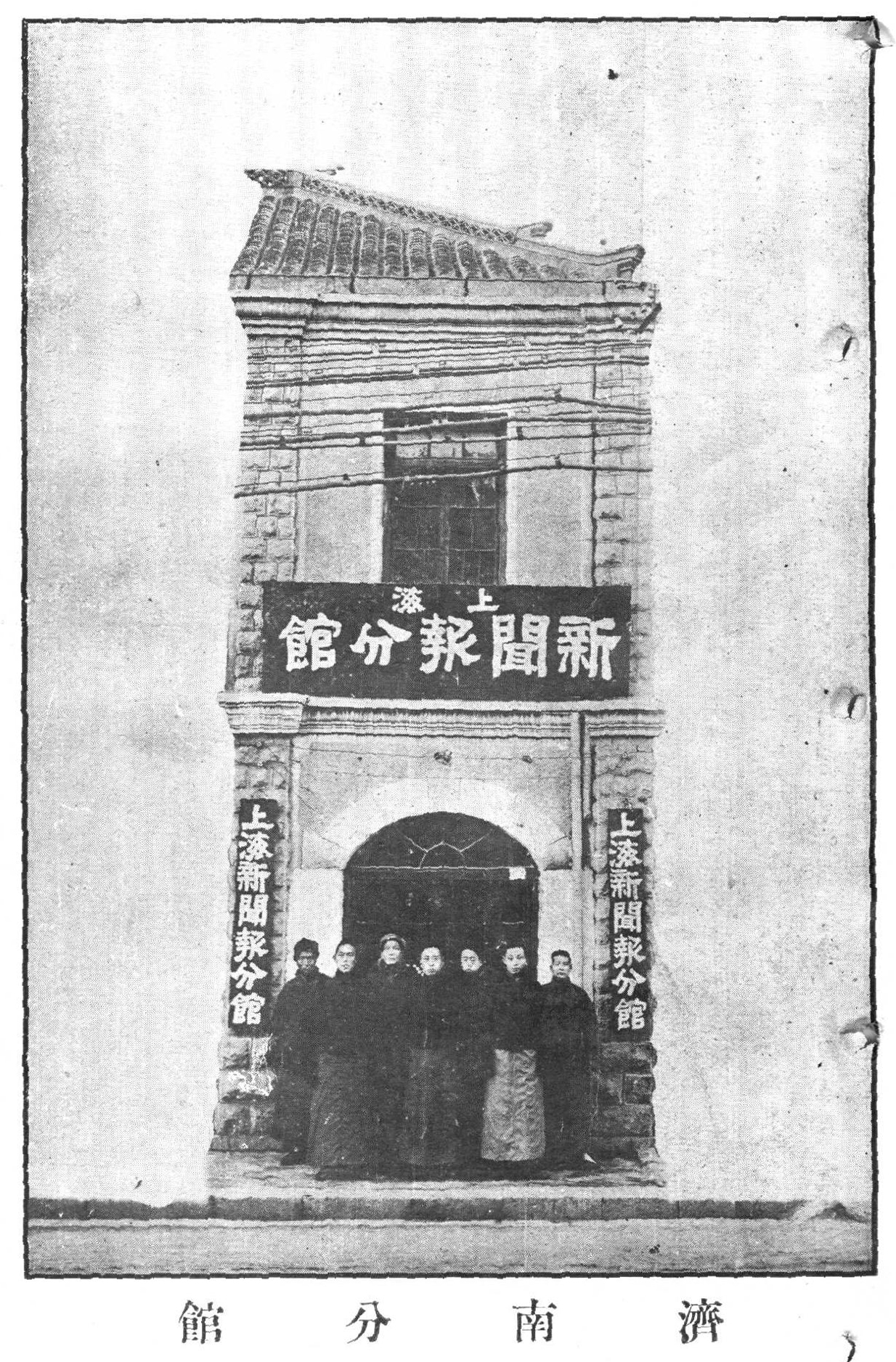
上海新聞報濟南分館
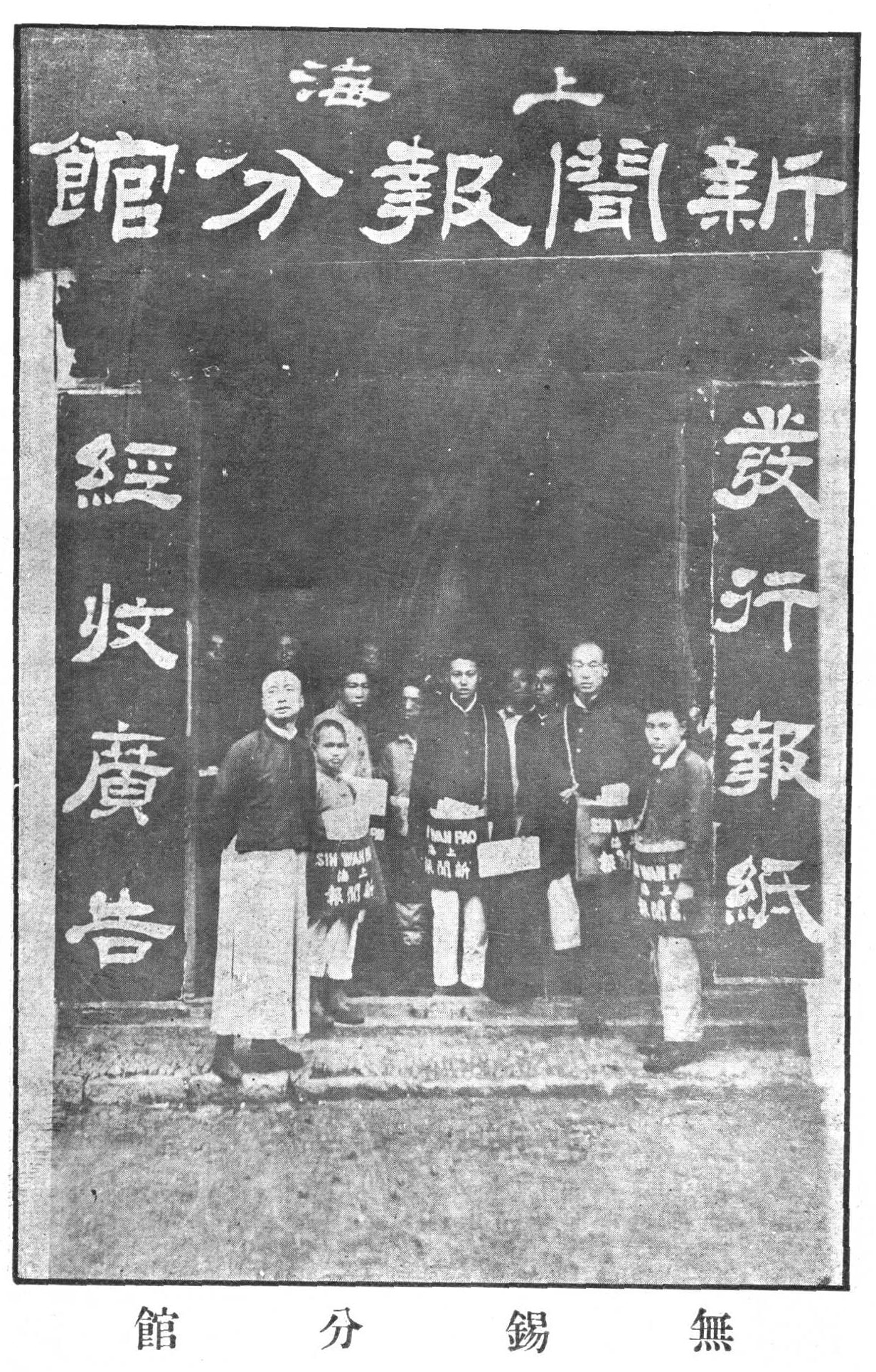
上海新聞報無錫分館
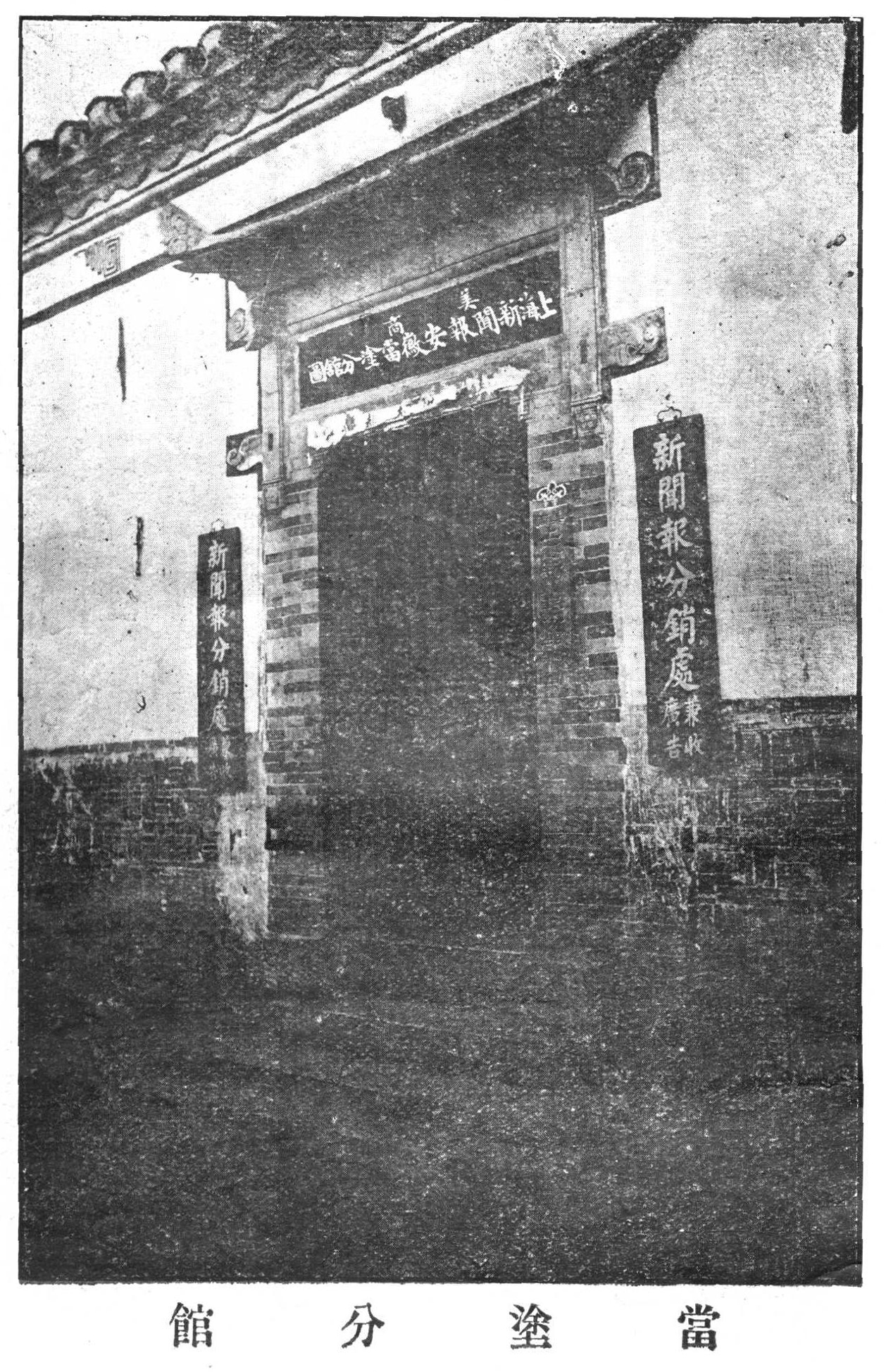
上海新聞報當塗分館
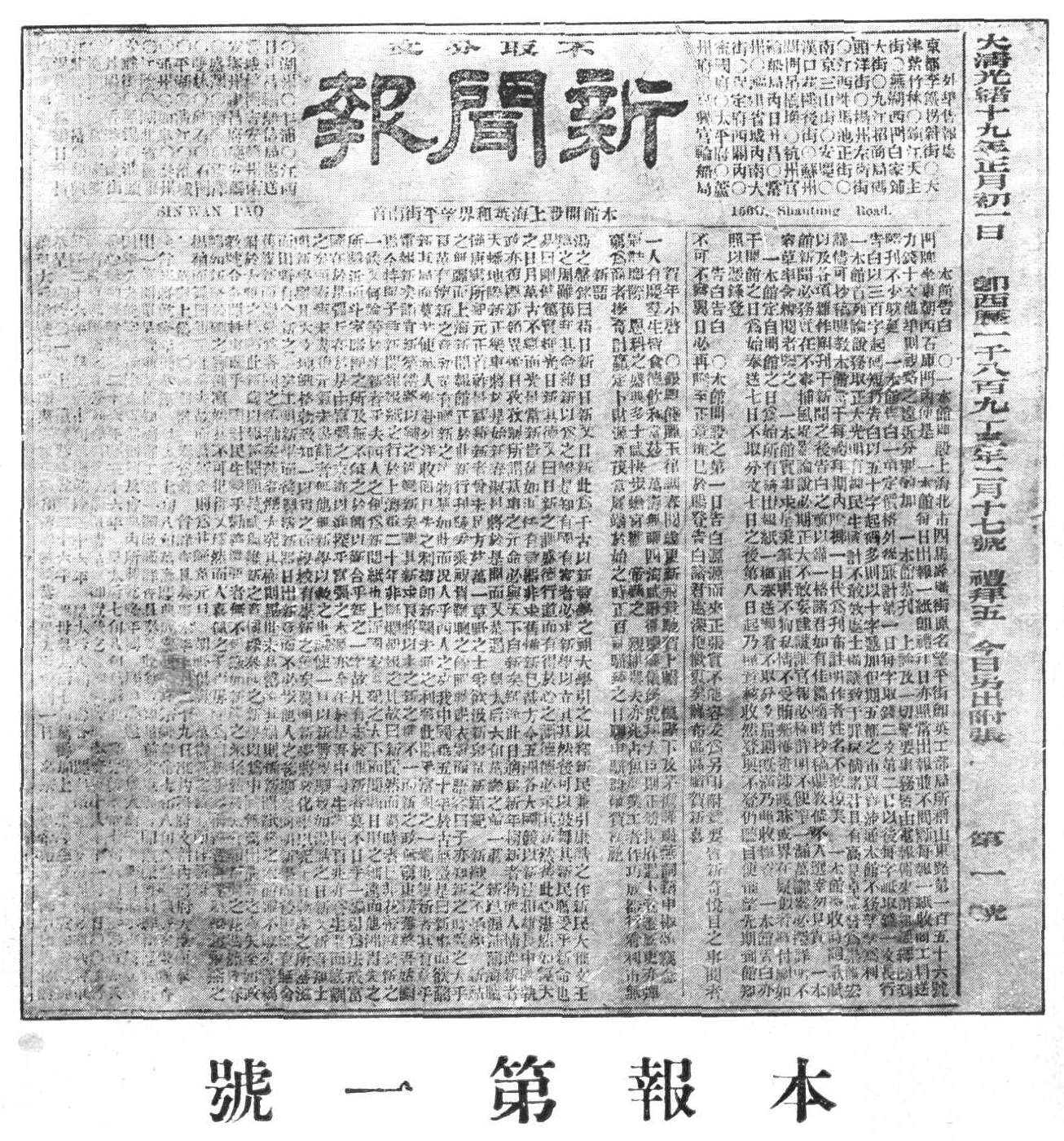
上海新聞報第一號
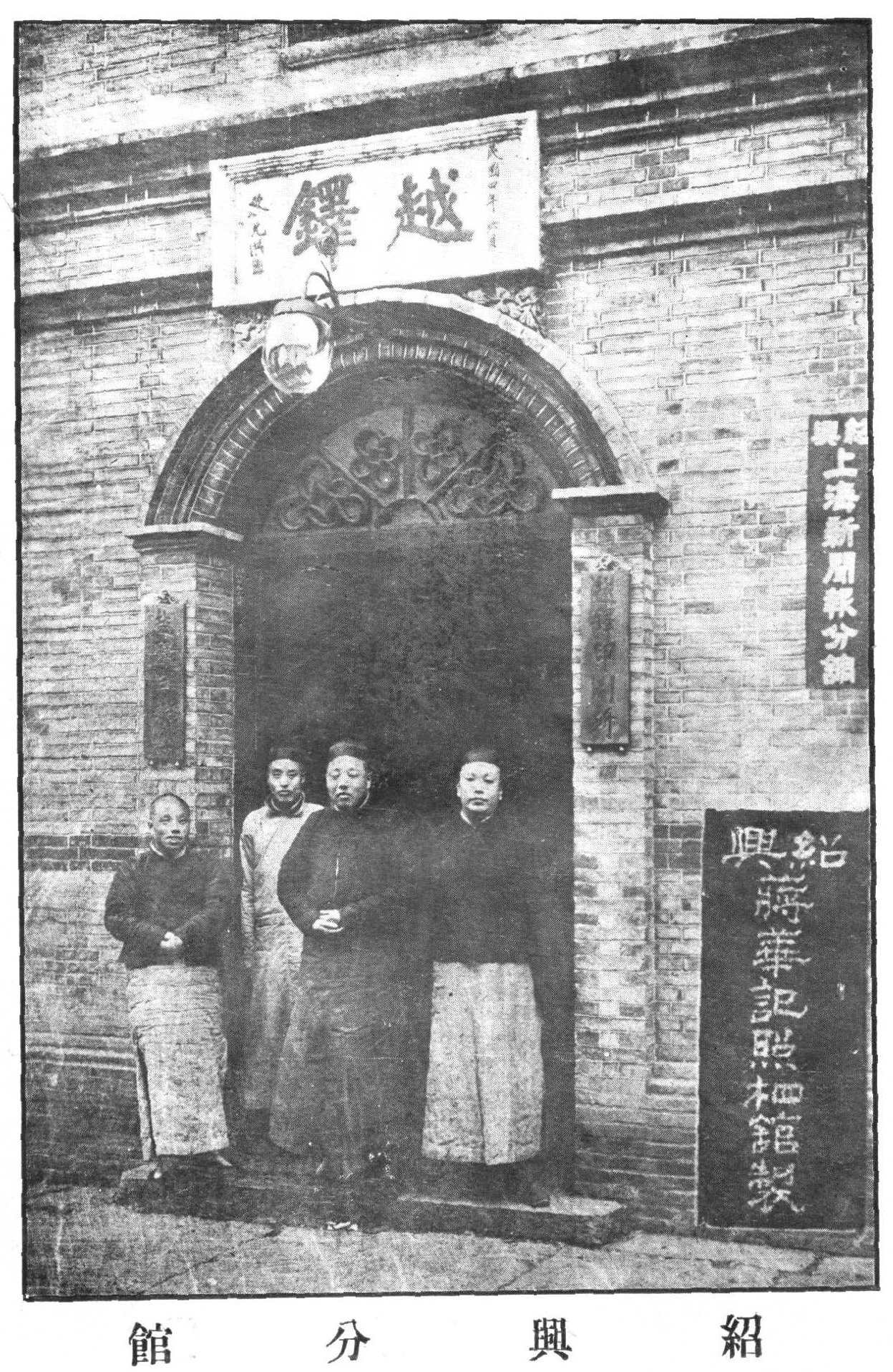
上海新聞報紹興分館
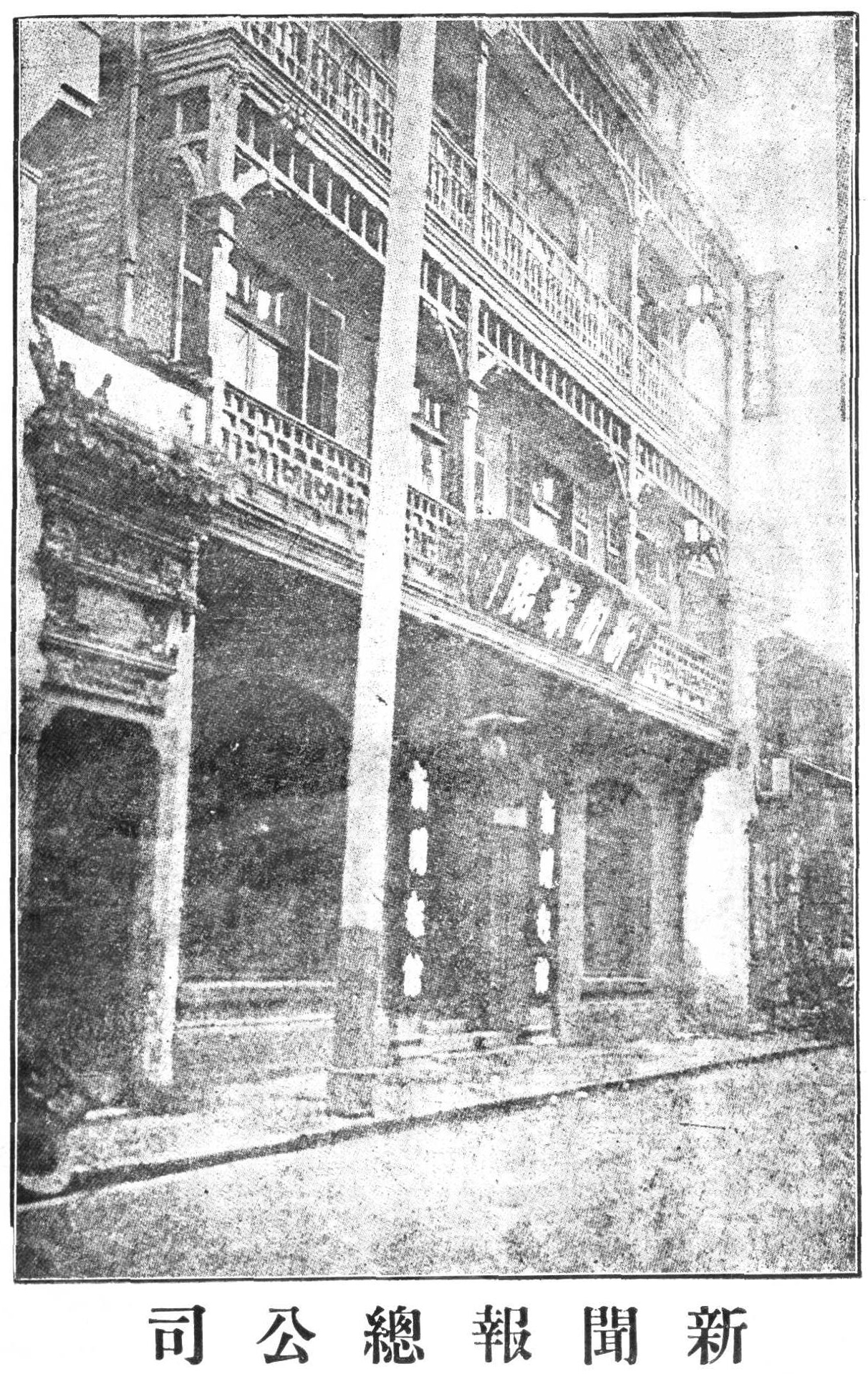
上海新聞報總公司
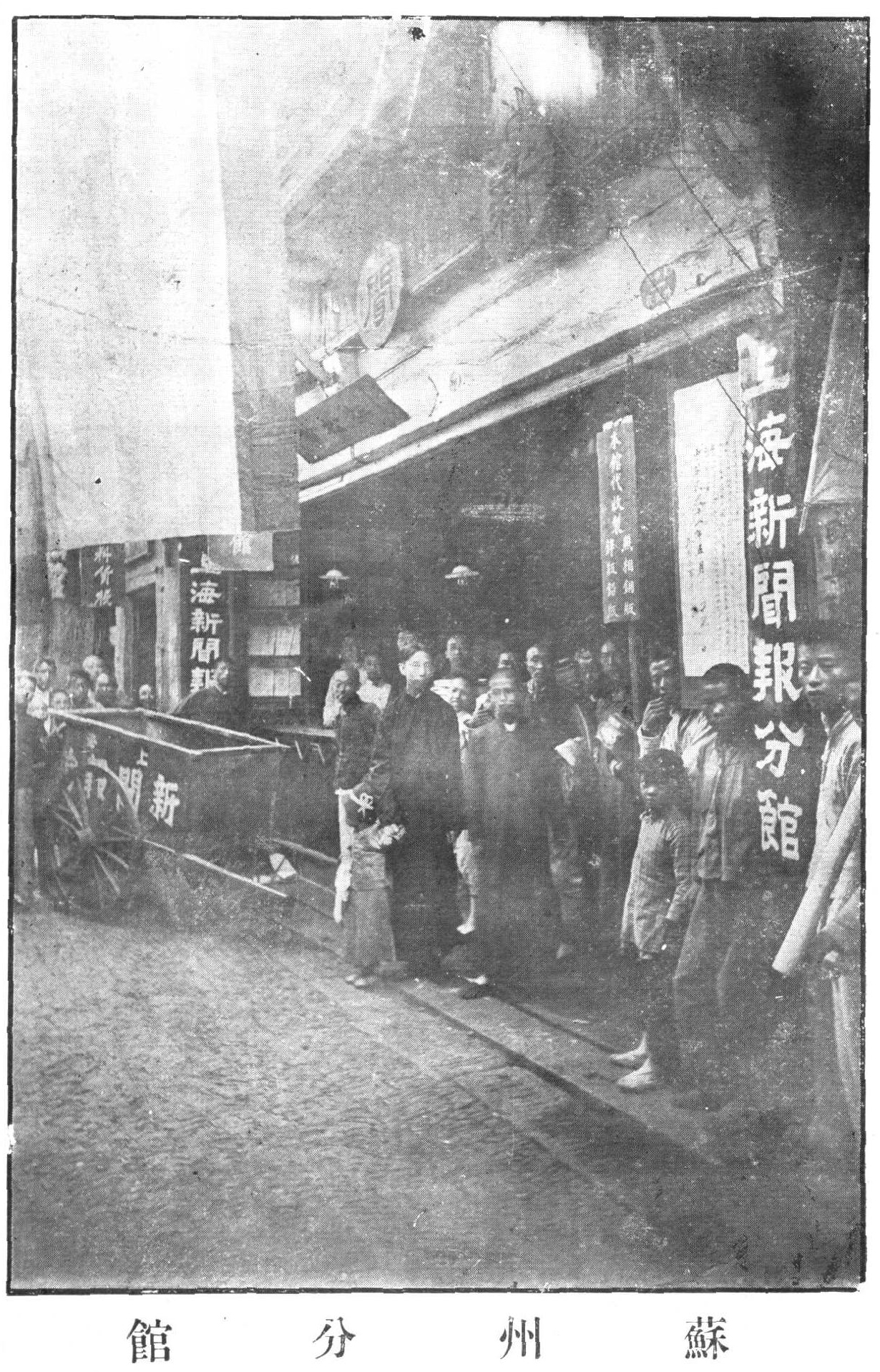
上海新聞報蘇州分館
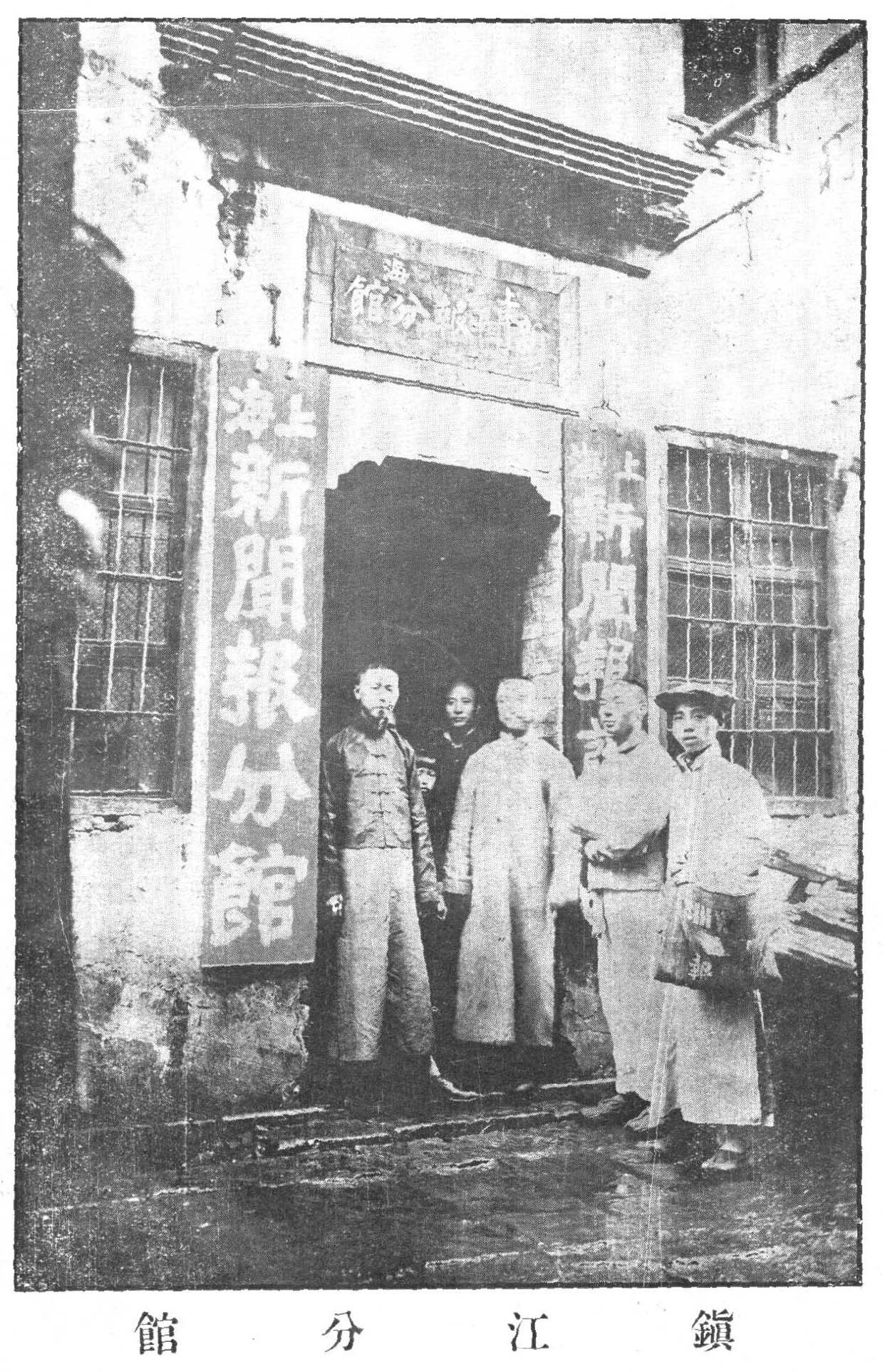
上海新聞報鎮江分館
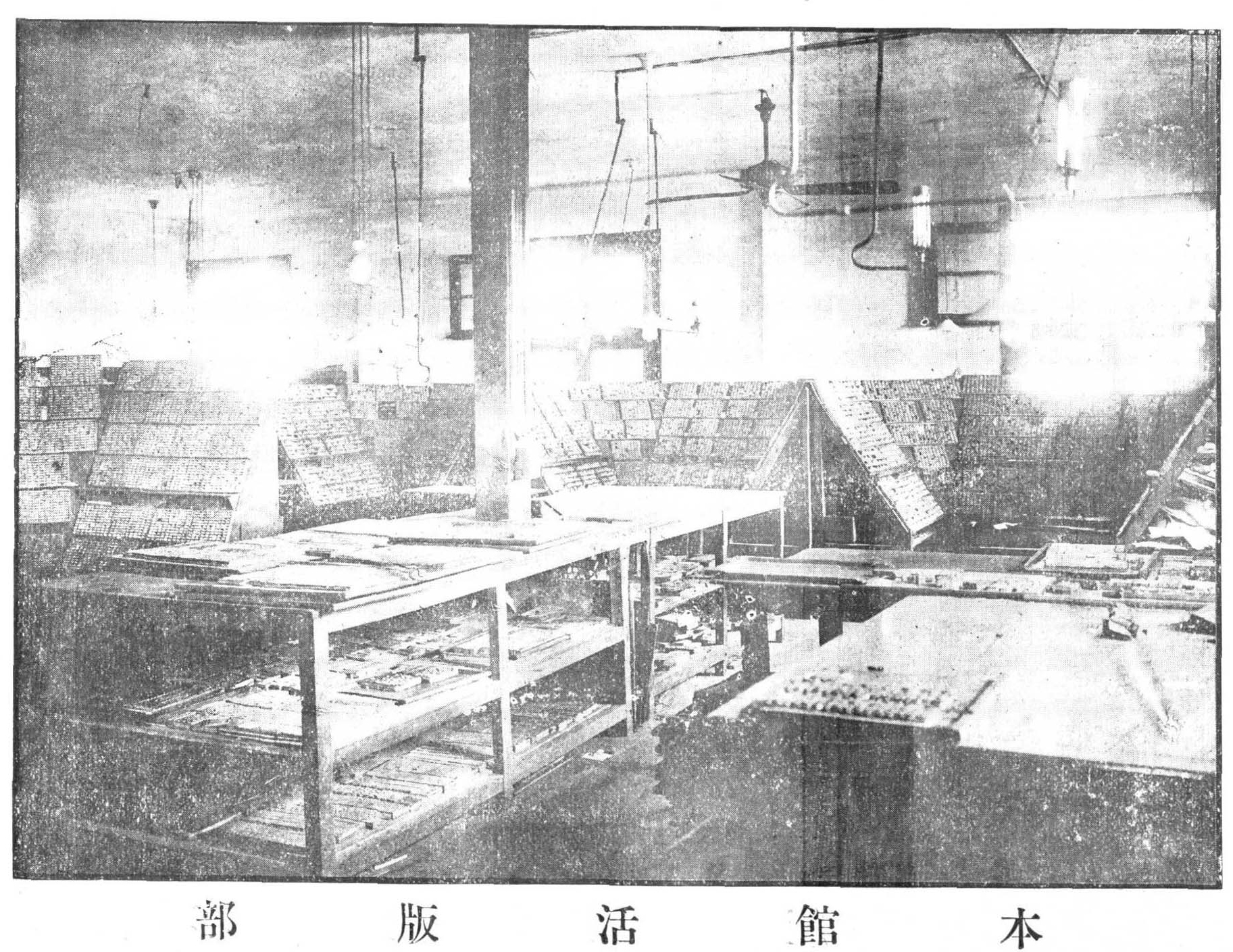
上海新聞報館活版部
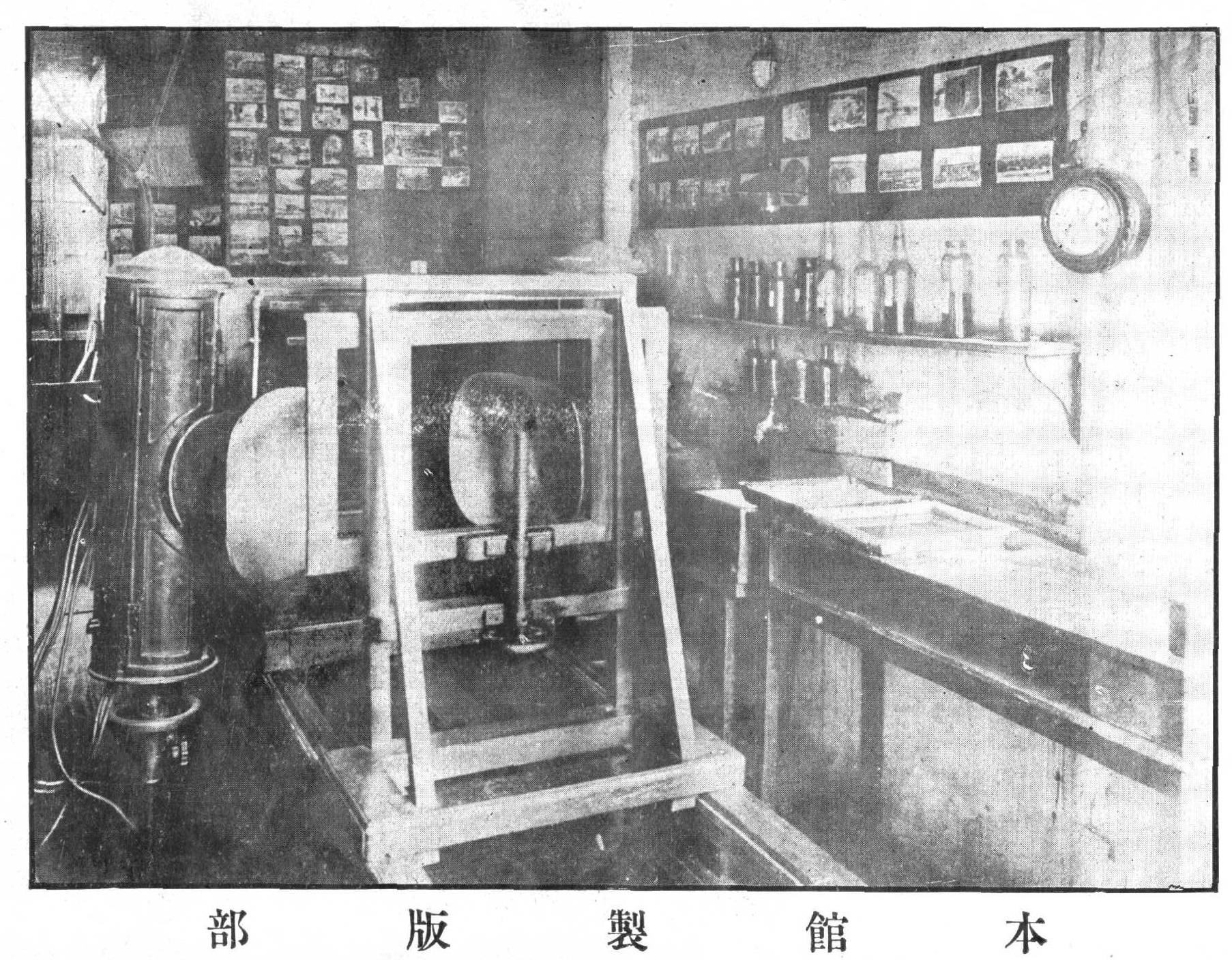
上海新聞報館製版部